# Afghanska asylsökande i Sverige 2015–2024

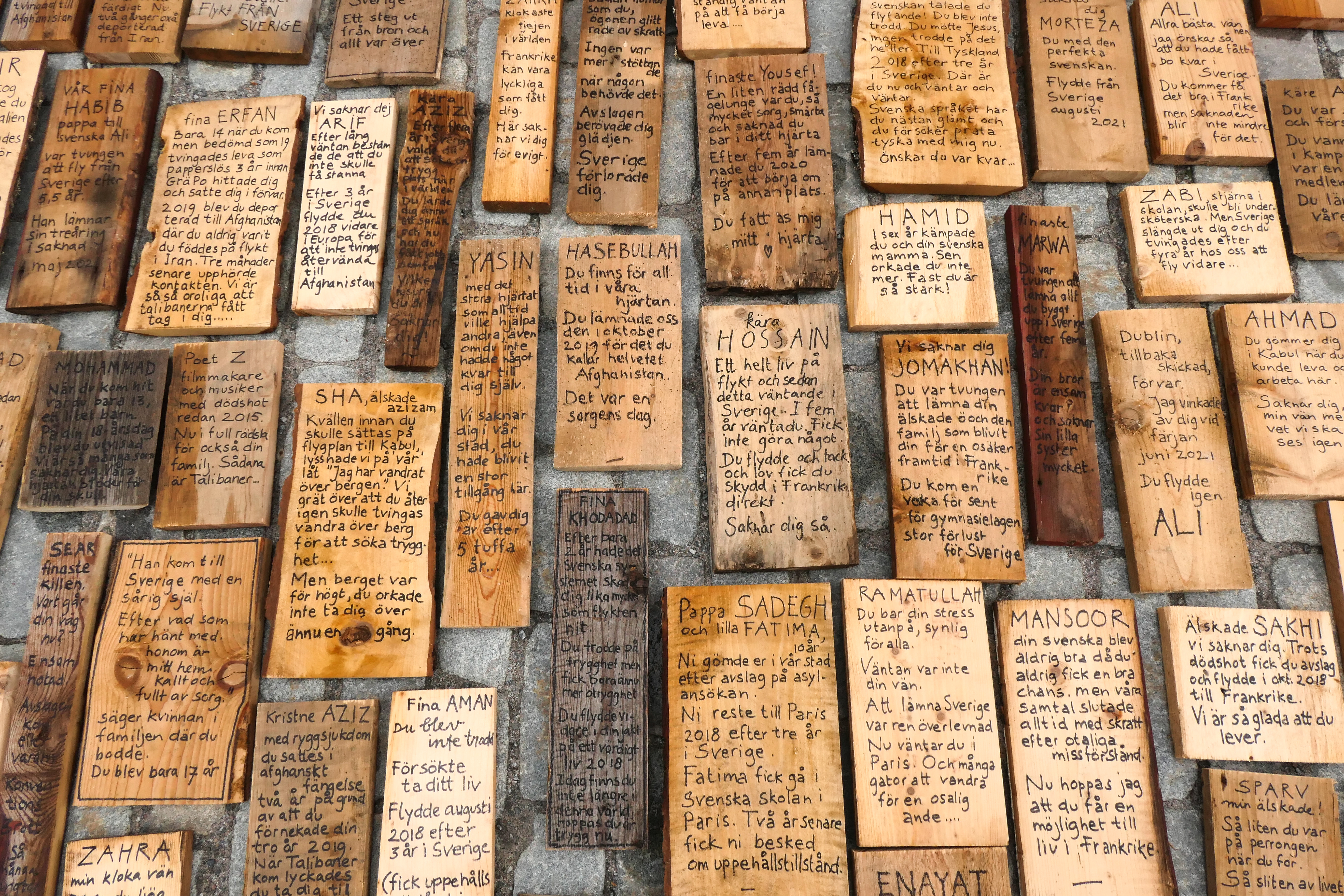
Några asylsökandes öden från manifestationen ”Den stora saknaden” på Mynttorget i Stockholm den 20 juni 2022 där konstnären Marit Törnqvist har placerat ut 500 handskrivna brädor för att uppmärksamma alla dem som välkomnades att söka asyl i Sverige men sedan hamnade i en fälla av långa väntetider, rättsosäkra beslut, åldersuppskrivningar och ändrade lagar. Några gick döden till mötes.

Afghanska asylsökande i Sverige 2015–2024 var den näst största nationaliteten av dem som sökte asyl i samband med flyktingkrisen 2015 och har i mindre antal sökt asyl även under de följande åren.  Av de mer än 163 000 människor som sökte asyl i Sverige är 2015 hade 41 564 afghanskt medborgarskap. Av dem registrerades 23 480 som ensamkommande barn. Under åren 2016–2019 sökte ytterligare totalt 6 281 afghanska medborgare asyl i Sverige, varav 1 107 registrerades som ensamkommande barn. Antalet afghanska asylsökande 2020-2023 var totalt 2 970.
I den stora mängden ärenden som Migrationsverket hade att hantera fick de afghanska asylsökande, och speciellt de ensamkommande barnen, vänta länge på sina beslut och huvuddelen av de afghanska ungdomarna fick avslag. Mer än hälften av de asylsökande afghanerna 2015 var ensamkommande barn, och huvuddelen av alla ensamkommande var afghaner. Därmed har debatten om afghanska asylsökande ofta förts tillsammans med debatten om ensamkommande barn i allmänhet. Frågan om ifall de skulle få stanna i Sverige debatterades i pressen och blev föremål för manifestationer. 
Av de afghanska medborgare som sökte asyl 2015 fick 50 procent bifall på sin ansökan efter beslut hos Migrationsverket eller överklagan till domstol. Denna siffra innefattar både permanenta och tillfälliga uppehållstillstånd samt ensamkommande  som ska utvisas, men där utvisningen inte får verkställas före 18-årsdagen. Av dem som kommit som ensamkommande barn men fyllt 18 när deras ansökan bedömdes fick 86 procent avslag och av dem som skrivits upp i ålder fick 92 procent avslag av Migrationsverket.
Sverige och Afghanistan tecknade hösten 2016 ett samförståndsavtal som reglerade villkoren för återvändande av asylsökande som fått avslag i Sverige. Detta avtal slutade att gälla i samband med  talibanernas offensiv och maktövertagande sommaren 2021. Sverige har därefter fortsatt att fatta utvisningsbeslut för afghanska medborgare men inte kunnat verkställa några tvångsutvisningar. I december 2022 fattade Migrationsverket beslutet att inga kvinnor eller flickor ska utvisas till Afghanistan och att de kvinnor som redan fått utvisningsbeslut skulle få dessa omprövade, betraktas som flyktingar och få uppehållstillstånd.
Regeringen presenterade 2017 och 2018 två lagar som innebar att vissa ungdomar som fått avslag på asylansökan kunde få tillfälliga uppehållstillstånd för gymnasiestudier. Dessa lagar anger ingenting om nationalitet men de allra flesta som kunde komma i fråga var afghaner. Gymnasielagen från 2018 gav tillfälliga uppehållstillstånd åt cirka 7 800 personer, med omprövning efter 13 månader. I februari 2024 hade cirka 5 200 av dessa uppfyllt lagens krav och fått permanenta uppehållstillstånd.
Under de två första åren efter talibanernas maktövertagande (2022 och 2023) fattade Sveriges migrationsverk 6 400 beslut i asylärenden för afghanska medborgare. Av dessa var 3 200 (50 procent) utvisningsbeslut medan lika många var beslut om tillfälliga uppehållstillstånd. I jämförbara EU-länder var andelen positiva beslut för afghanska medborgare betydligt högre. Endast en mindre del av dem som fått utvisningsbeslut har faktiskt rest till Afghanistan, frivilligt eller med tvång. Åtskilliga tusen personer har efter avslag i Sverige rest till andra europeiska länder där de har sökt och ofta även fått asyl.

## Antal afghanska asylsökande
I samband med flyktingkrisen 2015 sökte mer än 163 000 människor asyl i Sverige. Av dem var cirka 41 200 afghanska medborgare, vilket gjorde dem till den näst största gruppen efter syrierna. Under åren 2016-2023 sökte ytterligare cirka 7 800 afghanska medborgare asyl i Sverige. Nedanstående siffror är hämtade från EU:s databas Eurostat och avser förstagångsansökningar (ej förlängningar).
- 2015  41 190 personer
- 2016  2 145 personer
- 2017  1 245 personer
- 2018  685 personer
- 2019  770 personer
- 2020  670 personer
- 2021  915 personer
- 2022  770 personer
- 2023  615 personer

Beroende på olika klassificeringsgrunder skiljer sig siffrorna något från de i Migrationsverkets årsredovisningar och statistik, men storleksordningen är densamma.
Av de afghaner som sökte asyl år 2015 registrerades 23 480 som ensamkommande barn. Nästan alla dessa var pojkar i tonåren. Nästan hälften var uppvuxna som flyktingar i Iran och en stor andel var hazarer, en folkgrupp som sedan länge har varit förföljd i Afghanstan och tvingats fly till grannländerna.
Utöver de personer som sökt asyl i Sverige har Sverige tagit emot kvotflyktingar från bland annat Afghanistan. Under hösten 2021 kom cirka 1 300 afghanska kvotflyktingar som efter talibanrörelsens maktövertagande evakuerades från landet. En del av dem hade varit anställda vid den svenska ambassaden eller inom Sveriges militära insats i Afghanistan. Sverige evakuerade dock inte alla sina lokalanställda, vilket har påtalats av bland andra journalisten Thord Eriksson.

## Bakgrund

### Fördubbling av antalet asylsökande och regeringens initiativ om "andrum"
År 2015 sökte mer än 163 000 människor asyl i Sverige, som en del av den stora strömmen av flyktingar och migranter till Europa från bland annat krigets Syrien. Detta innebar en fördubbling av mängden asylsökare jämfört med 2014.
Den 24 november 2015 meddelade regeringen (socialdemokraterna och miljöpartiet) att det behövdes ett ”andrum” och att den svenska lagstiftningen om rätten till asyl tillfälligt behövde anpassas till minimikrav enligt internationell rätt för att kraftigt minska antalet asylsökande. På en presskonferens meddelade de en migrationsöverenskommelse som innebar stängda gränser för personer utan identitetshandlingar, temporära uppehållstillstånd för alla utom kvotflyktingar, stramare regler för familjeåterförening och en kommande lag som ändrade asylreglerna i Sverige till EU:s lägstanivåer. Ministrarna Anders Ygeman och Morgan Johansson deklarerade i januari 2016 att upp till hälften av de asylsökande beräknades få nej på sina ansökningar.

### Migrationsverkets prioriteringar
Migrationsverket fick instruktionen att arbeta snabbt och effektivt. Säkerhetsläget i Syrien bedömdes vara sådant att "alla och envar" löpte risk, varför de flesta därifrån skulle få uppehållstillstånd. Flyktingar från Syrien prioriterades då de kunde utredas snabbt. Afghaner och speciellt afghanska barn var svårare att utreda, fick vänta längre och fick i högre grad fick avslag. Motsvarande nedprioritering av afghaner har skett även i t.ex. USA. Minst 300 av afghanska asylsökande från 2015 fick vänta i mer än tre år på ett första beslut från Migrationsverket.

### Nya och ändrade lagar

#### Den retroaktiva begränsningslagen
Lagen om begränsningar i asylrätten presenterades av regeringen den 6 april 2016. Förslaget kritiserades kraftigt av Lagrådet och en stor mängd andra remissinstanser men klubbades i Riksdagen sommaren 2016 och fick då retroaktiv verkan.
De viktiga förändringarna i 2016 års lag gentemot tidigare lagstiftning var:
- Begränsningar av vilka skäl som ska ge rätt att stanna i Sverige. Tidigare fanns ”övriga skyddsbehövande” och ”ömmande omständigheter”, som kunde tillämpas för till exempel svårt sjuka människor, barn och den som tillhör en utsatt grupp utan att vara personligen hotad. Nu krävs starka individuella asylskäl.
- Tillfälliga uppehållstillstånd blev det normala, i stället för permanenta. Här gjorde lagen ett undantag för barn, men genom att många av de ensamkommande hann fylla eller skrivas upp till 18 år innan beslutet fick detta bara begränsad betydelse.[49]
- Möjligheterna för familjeåterförening begränsades kraftigt.

Regeringens uttryckliga avsikt med lagen var att Sverige skulle ligga på EU:s miniminivå när det gäller asylrätt.
Den 18 maj 2019 beslutade en i stort sett enig riksdag att förlänga den tillfälliga begränsningslagen i ytterligare två år. Reglerna om familjeåterförening för alternativt skyddsbehövande gjordes dock mer generösa.

#### Dublinförordningen
Dublinförordningen är en överenskommelse mellan 36 europeiska länder och innebär att man normalt inte kan söka asyl i mer än ett av dessa länder. Den är inte ny, utan skrevs i sin tidigaste form redan år 1990. Genom den tillfälliga begränsningslagens retroaktiva verkan fick Dublinöverenskommelsen ny aktualitet, i och med att de flyktingar som hade valt Sverige framför andra länder på grund av den relativt generösa lagstiftningen inte kunde försöka någon annanstans när lagen i efterhand blev strängare.

#### Gymnasielagarna
I maj 2017 antog Riksdagen en lag med innebörden att de som fått avslag på asylansökan men ännu inte fyllt 18 kunde få chansen att stanna och studera på gymnasiet, om vissa andra krav var uppfyllda. Endast en mycket liten del av de ungdomar som fått avslag omfattades av lagen. I april 2018 hade den givit uppehållstillstånd åt endast 130 personer. Den främsta anledningen till det låga antalet var åldersuppskrivningarna.
I juni 2018 antogs en ny lag, även den med syftet att ungdomar som fått avslag skulle få stanna om de studerade. Under remisstiden blev lagförslaget mycket kritiserat och ledde till mycket debatt men antogs ändå av riksdagen.
Den nya lagen gällde bara dem som uppfyllde följande kriterier:
- Personen skulle ha ansökt om asyl senast den 24 november 2015 och då blivit registrerad som ensamkommande barn
- Personen skulle ha väntat i minst 15 månader på sitt första avslag
- Personen skulle vara minst 18 gammal när hen fick sitt första avslag

Det nya uppehållstillståndet var tillfälligt i 13 månader med möjlighet till förlängning om personen skötte sina studier och med möjlighet att förvandlas till permanent uppehållstillstånd om personen skaffade sig varaktig försörjning inom sex månader efter fullgjorda studier.
Gymnasielagarna anger ingenting om nationalitet men de absolut flesta som omfattades var afghanska medborgare.
Totalt tog Migrationsverket emot 11 776 ansökningar utifrån den nya gymnasielagen. Av dessa fick 7 763 tillfälliga uppehållstillstånd för studier. I februari 2024 hade 5194 av dem fått permanent uppehållstillstånd efter att ha avslutat sina studier och fått godkänt arbete, 384 personer hade fortfarande tillfälliga uppehållstillstånd och 839 hade ansökt om förlängning men ännu inte fått besked.

#### Ändring av den ordinarie utlänningslagen
Den 22 juni 2021 tog Riksdagen beslutet om att införliva stora delar av den tillfälliga lagen i den ordinarie utlänningslagen. I förhållande till 2014 års version av utlänningslagen gjordes två viktiga förändringar nu bestående: tillfälliga uppehållstillstånd blev huvudregeln och det ställs nu högre försörjningskrav för att kunna få återförenas med anhöriga.

## Officiella svenska och internationella ställningstaganden om Afghanistan
Asylsökande ska enligt folkrättens principer prövas mot det land där de är medborgare, och varje land ansvarar för sina egna medborgare. Det innebär att de afghanska medborgare som levt som flyktingar i grannländerna Iran eller Pakistan ska få sina asylskäl prövade gentemot Afghanistan, även om de aldrig har varit där.

### Återvändaravtalen 2016
I oktober 2016 ingicks ett avtal mellan EU och Afghanistan, kallat "The Joint Way Forward". Där accepterar Afghanistan att ta emot tvångsdeporterade personer.  Inför dessa förhandlingar arbetade EU:s ministerråd med kravet att Afghanistan skulle återta 80 000 utvisade asylsökande som kompensation för fortsatt bistånd på dittillsvarande höga nivå.  Avtalet slöts vid en konferens som EU:s  som garanterade Afghanistan bistånd från Sverige och EU, men Sveriges biståndsminister Isabella Lövin betonade att avtalet inte var ett villkor för bistånd...
I oktober 2016 ingicks även ett bilateralt samförståndsavtal mellan Sverige och Afghanistan. Avtalet reglerade villkoren för hur och under vilka omständigheter Sverige skulle kunna verkställa utvisningar av afghanska medborgare. Tidigare hade Afghanistan inte tagit emot medborgare som sökt men inte beviljats asyl. Justitie- och migrationsminister Morgan Johansson kallade avtalet "en stor framgång för Sverige" och det antogs innebära att tusentals afghaner skulle skickas tillbaka till sitt hemland. I avtalet åtar sig Afghanistan att ta emot sina medborgare från Sverige och att ge dem ett ”värdigt, säkert och ordnat” mottagande.
Avtalet ledde till stora protester, bland annat från Flyktinggruppernas riksråd och Rädda Barnen. Svenska Afghanistankommittén befarade att det skulle bli svårt för dem som skickats tillbaka att klara sin försörjning och sin säkerhet och att ett återsändande av tiotusentals människor skulle förvärra den redan instabila situationen i landet.
Avtalet mellan Sverige och Afghanstan träffades på regeringsnivå och Afghanistans parlament röstade nej till det i november 2016. Afghanistans flyktingministrar har upprepade gånger vädjat till EU och enskilda länder att stoppa utvisningarna till Afghanistan. Vice flyktingministern Dr. Alema menade att landet saknade kapacitet att ta hand om de återsända människorna på ett bra sätt, bland annat på grund av att stora flyktingströmmar återvände till Afghanistan från grannländerna Iran och Pakistan. Hon pekade också på den svåra säkerhetssituationen med stor risk för civila att dödas. Det handlade dock inte om att avtalet sades upp.
Återvändaravtalet med Afghanistan säger att "särskilt sårbara grupper" inte ska utvisas och det rådde enligt polisen (nov 2019) oklarhet om hur detta skulle tolkas. Dagens Nyheter och representanterna för Afghanska barnfamiljer i Sverige tolkade situationen som att Afghanistan inte vill ta emot barnfamiljer som utvisas med tvång.
I mars 2020 meddelade Afghanistan att man med hänvisning till coronavirusets utbredning inte längre tog emot personer som utvisats eller avvisats från Sverige. Sveriges polismyndighet meddelade att de förde en dialog med afghanska myndigheter vad gäller framtida verkställighet av utvisningar.
I och med talibanernas maktövertagande augusti 2021 bröts de diplomatiska förbindelserna mellan Sverige och Afghanistans de facto-regim och återvändaravtalet slutade gälla.

### Migrationsverkets rättsliga ställningstaganden
Migrationsverket rättsliga ställningstaganden om olika länder och frågor skrivs som stöd för verkets tillämpningen av lagar och förordningar. De bygger på publicerad information som i snabbt föränderliga sammanhang riskerar att vara föråldrad. Innan talibanernas maktövertagande sommaren 2021 bedömde Migrationsverket att den som inte kan utvisas till sin hemprovins kan hänvisas till internflykt och att Kabul är ett relevant och rimligt alternativ för internflykt. I motsats till detta bedömde UNHCR 2019 att Kabul i allmänhet inte är ett relevant eller rimligt internt flyktalternativ, med hänvisning till säkerhetssituationen, den humanitära situationen och kränkningar mot mänskliga rättigheter. Andra europeiska länder gjorde liknande bedömningar. Exempelvis bedömde Frankrike ofta att Afghanistan var så osäkert att internflykt inte var möjlig.
De rättsliga ställningstaganden som gjorts efter talibanernas maktövertagande 2021 anger, med hänvisning till det europeiska flyktingorganet EUAA att det finns särskilda riskprofiler och utsatta grupper och att tillhörighet till dem kan innebära att personen har rätt till asyl. Det ligger dock på den enskilde att bevisa sin risk för förföljelse, och i varje enskilt fall ska det göras en individuell bedömning.

### Avrådan från resor till Afghanistan
På grund av säkerhetsläget har svenska utrikesdepartementet sedan 2006 avrått från alla resor till Afghanistan.

### Europarådet 2023
Europarådet antog i oktober 2023 en resolution om den humanitära krisen i Afghanistan. Där uttrycker man att deportationer till Afghanistan inte bör genomföras och att afghaner som inte har beviljats åtminstone tidsbegränsat internationellt skydd bör försäkras andra former av laglig vistelse i det land där man söker internationellt skydd.

## Situationen i Afghanistan

### Krig sedan 1978
Afghanistan var både år 2018 och år 2024  Asiens fattigaste land och (2018) ett av världens mest korrupta länder.  Landet har befunnit sig i krig sedan oktober 1978,  då ett uppror mot den kommunistledda regimen utvecklades till ett inbördeskrig. 2001-2021 styrdes landet av en svag regering med start understöd av USA och NATO-trupper, Krigshandlingar mellan regeringssidan/NATO och främst talibanerna samt terrorhandlingar från talibanerna och IS fortsatte under hela denna tid. Afghanistan var år 2018 - 2020 världens farligaste land vad gäller dödligt våld mot civila, och hälften av de dödade var kvinnor och barn. Sedan NATO lämnat landet och talibanerna tagit makten i augusti 2021 har de rena krigshandlingarna minskat drastiskt men det sker riktade terrorattacker mot civila, framför allt den hazariska minorieten. Regeringsmakten utövar också starkt repressivt våld mot alla typer av opposition och har infört starkt kvinnoförtryckande lagar.

### Flyktingsituationen
Vid halvårsskiftet 2018 fanns enligt uppskattningar nästen 1,5 miljoner internflyktingar i Afghanistan. Vissa av dem har lämnat sina hem eftersom torka gjort det omöjligt att försörja sig, men de flesta har flytt på grund av det pågående våldet. De flesta internflyktingarna har tagit sin tillflykt till större städer inom sitt närområde.
I början av 2018 fanns cirka 5 miljoner afghanska medborgare i grannländerna Iran och Pakistan. Sedan dess har det skett nya stora folkförflyttningar, både av människor som flytt från kriget och talibanerna i Afghanistan och av flyktingar som tvingats tillbaka till Afghanistan efter att ibland ha levt länge i Iran eller Pakistan
Möjligheten till försörjning och sysselsättning är generellt sett sämre för internflyktingar och återvändare jämfört med befolkningen i stort. En del av återvändarnas svårigheter beror på att det är svårt att etablera sig och hitta jobb och bostad på en ny plats i Afghanistan utan ett nätverk bestående av familj, släkt eller nära vänner. Bristen på rent vatten är generellt ett stort problem, som förefaller drabba internflyktingar och återvändare hårdare än befolkningen i stort.

### Situationen för barn och unga
2018 rapporterade Svenska Afghanistankommittén att 40 procent av barnen var kroniskt undernärda. FN rapporterade i oktober 2019 att en tredjedel av alla civila offer för krigsvåld under 2015–2018 var barn, och att det under denna period gjorts 832 attacker mot skolor. 2019 rapporterades det att både talibanerna och IS använde barn som soldater och självmordsbombare. Det finns också rapporter om att afghanska flyktingpojkar i Iran tvångsrekryterats till att strida i iranska förband på Assad-regimens sida i Syrien, ofta med dödlig utgång.
FN uppskattade 2008 att cirka 70–80 procent av alla äktenskap var tvångsäktenskap, vilket inte ska förväxlas med arrangerade äktenskap. Flickor men även pojkar tvingas till äktenskap och gifts bort medan de fortfarande är barn. Afghanistan Independent Human Rights Commission rapporterar att det är vanligt med självmord och självmordsförsök bland flickor och unga kvinnor som vill slippa giftas bort. Unga pojkar riskerar att utnyttjas som sexslavar genom seden bacha bazi, som formellt är förbjuden men som tillämpas av rika och inflytelserika män.

### Marktvister och sedvanerätt
En undersökning publicerad 2010 pekar på att en stor andel av allvarliga brott i Afghanistan, såsom mord eller våldsbrott, har att göra med marktvister. Det kan handla om tvister mellan olika släkter eller mellan grenar av samma släkt men även om långvariga konflikter mellan olika etniska grupper som gör anspråk på samma landområden. En del av marktvisterna går att relatera till personer med olika kopplingar till väpnade grupper och/eller med stort inflytande.
Det formella rättsväsendet är underdimensionerat och korrumperat och det är vanligt att markkonflikter i stället hanteras av lokala informella institutioner. Dessa har försvagats genom decennier av krig och maktkamp, vilket har lett till att konflikter oftare förblir olösta. Det förekommer att marktvister eskalerar, blir våldsamma och leder till blodsfejder. I sådana konflikter kan frågan om att utkräva hämnd komma att skymma den ursprungliga tvisten över mark. Enligt sedvanerätten behöver inte hämnd utkrävas omgående. Konflikterna kan bli långvariga och pågå under flera generationer. Den som är eftersökt av fiender i Afghanistan har enligt afghanistankännaren Anders Fänge mycket små möjligheter att gömma sig i landet.

### Islam som statsreligion
Islam har under hela den aktuella perioden varit statsreligion i Afghanistan och sharia har erkänts även i den civila lagstiftningen. Olydnad mot islamiska påbud har dödsstraff i straffskalan. År 2004 infördes en lag som förbjöd texter som kan uppfattas som anti-islamiska. Individer har blivit bestraffade för hädelse för sådan handlingar som att fördöma kvinnors behandling i islamiska samhällen, att fördöma brott som enligt förövaren begåtts i islams namn eller att publicera en inofficiell översättning av Koranen. Att lämna islam för en annan religion eller helt avsäga sig religion (apostasi) ses som en kränkning av islam, ett allvarligt brott som kan bestraffas med döden. Sedan talibanerna tog makten 2021 har sharia-lagstiftningen ersatt större delar av den civila lagstiftningen och gradvis tolkats allt strängare, vilket land annat inneburit mycket svåra inskränkningar i kvinnors liv och rättigheter.

## Ifrågasatt rättssäkerhet
De flesta politiska partiers ställningstaganden präglas av bedömningen att Sveriges asylprövningssystem är rättssäkert. Sedan 2015 har rättssäkerheten i asylprocessen dock ifrågasatts av forskare, jurister och organisationer ur civilsamhället. På uppdrag av regeringen presenterade Statskontoret i oktober 2024 en rapport om rättssäkerheten vid Migrationsverket. Där konstaterades tydliga tecken på att Migrationsverket har svårt att upprätthålla enhetligheten och rättssäkerheten i asylprövningen. Rapporten diskuterades på ett riksdagsseminarium där asylrättsjurister och civilsamhällesorganisationer visade hur olika grupper drabbats av bristande rättssäkerhet.
En del av diskussionen har specifikt berört asylprövningarna av afghanska medborgare och av ensamkommande barn, grupper som under denna period till stor del har bestått av samma personer. Kritiken mot Migrationsverkets asylutredningar av ensamkommande barn gäller ett stort antal moment i olika skeden av processen. Det handlar om de gode män som har att företräda minderåriga, de offentliga biträden och tolkar som utses av Migrationsverket och om Migrationsverkets sätt att genomföra intervjuer, värdera beslutsunderlag och formulera beslut. F.d. hovrättsrådet Nanna Töcksberg Zelano skriver i en debattartikel att Migrationsverkets utredningsskyldighet av individens skyddsskäl inte fullgörs och att unga afghanska asylsökande inte får tillräckligt med tid för att förklara sig. "Utredarna har för dålig kunskap om kulturella, religiösa, och etniska strukturer i Afghanistan för att kunna ställa relevanta följdfrågor och fånga upp ungdomarnas historia. Ju svårare upplevelser, desto längre tid tar det att berätta."
Migrationsverket erkände i november 2017 att de inte alltid var så bra på att följa sina egna riktlinjer vad gäller att prata med barn.  I juli 2020 konstaterade Migrationsverkets rättschef att de ensamkommande från Afghanistan har farit illa på ett sätt som inte representerar asylhandläggningen av sökande från andra länder. En juridisk doktorsavhandling från Stockholms universitet (Louise Dane) visar att lagstiftningen ger dålig vägledning om hur avvägningen mellan principen om barnets bästa och statens rätt att reglera invandring bör göras.  Migrations- och justitieminister Morgan Johansson svarade i april 2019 på en skriftlig fråga i riksdagen om asylprocessens rättssäkerhet när det gäller barn och konstaterade: "Det finns således både regelverk och särskilda regeringsuppdrag på plats för att säkerställa att Migrationsverket kan fatta rättssäkra beslut om avvisning eller uppehållstillstånd, där principen om barnets bästa särskilt ska beaktas."
I oktober 2020 anmäldes Sverige till FN av bland andra människorättsjuristen Parul Sharma. Anmälan gällde ”grova och systematiska kräkningar” av en lång rad mänskliga rättigheter i samband med asylprövningen av ensamkommande barn och ungdomar. Det handlar bland annat om brott mot asylrätten, rättssäkerhetsfrågor, brott mot garantin för en rättvis process, brott mot barnkonventionen och extrema väntetider.
Justitiekanslern JK riktade i februari 2020 kritik mot Migrationsverket för handläggningen av två afghanska bröders asylärenden sommaren 2017. Ingen av bröderna ansågs av Migrationsverket ha asylskäl och den äldre brodern, som var 18 år och svårt synskadad, bedömdes kunna fungera som "manligt nätverk" i Afghanistan för den yngre, som fortfarande var minderårig. Efter att den äldre brodern tagit sitt liv beviljades den yngre uppehållstillstånd i Sverige.
Enligt 2016 års tillfälliga lag skulle barn undantas från de strängare reglerna om de registrerats som asylsökande före den 24 november 2015. Detta har dock inte tillämpats. Migrationsverkets rättsliga ställningstagande från april 2016 anger i stället att barn inte ska få de permanenta uppehållstillstånd som anges i den äldre lagstiftningen, utan i stället ska få tillfälliga uppehållstillstånd eller avslag med uppskjuten verkställighet till 18-årsdagen. Detta har lett till att ungdomar som levt många år i Sverige får utvisningsbeslut när de har blivit myndiga.
I augusti 2024 publicerade Flyktinggruppernas riksråd FARR en rapport där man granskat Migrationsverkets beslutsmotiveringar för afghanska asylsökande. Där konstateras att utvisningsbeslut till Afghanistan fortfarande fattas. Många ärenden gäller personer som sökt asyl på nytt när deras gamla avslagsbeslut preskriberats efter fyra år. Andra utvisningar gäller unga vuxna som har haft tillfälliga uppehållstillstånd för att de var barn. De som får avslag hamnar i juridiskt limbo då tvångsutvisningar inte verkställs. Många reser vidare till andra EU-länder i hopp om en annan bedömning av sina skyddsskäl.
FARR uppmärksammar att  Migrationsverket sällan gör en sammanvägd bedömning av olika riskfaktorer, som exempelvis tillhörighet till en utsatt minoritet, konvertering och västernisering. Detta strider mot UNHCR:s riktlinjer. FN har 2019 och 2022 fällt Sverige på grund av brister i utredningarna av afghanska konvertiter, med hänvisning till bland annat bristen på helhetsbedömning.

### Bedömning av olika handlingar
Svenska läkarintyg om troliga tortyrskador bör enligt Migrationsverkets rättsliga ställningstagande ge rätt till ytterligare utredning på statens bekostnad, men undantag görs om den sökandes berättelse inte bedöms som trovärdig. Afghanistan är ett av världens mest korrupta länder och det är vanligt att hotbrev och andra dokument därifrån avfärdas av svenska myndigheter. Även afghanska ID-handlingar avfärdas med samma motivering.
Migrationsverket bedömer att bristen på en tillförlitlig folkbokföring och formerna för utfärdande av identitetshandlingar fortfarande medför att afghanska identitetshandlingar inte styrker innehavarens identitet i sådan utsträckning som krävs för styrkt identitet i ärende om svenskt medborgarskap.

## Afghanska ensamkommande barn

### Bakgrund och livsberättelser
2015 registrerade Migrationsverket 23 480 asylsökande ensamkommande barn med afghanskt medborgarskap. Nästan alla var pojkar i tonåren och  674, alltså cirka tre procent, var flickor. Att så många ensamkommande afghanska barn valde just Sverige som asylland berodde sannolikt till stor del på Sveriges internationella rykte som ett land med generös flyktingpolitik och rättssäker asylprövning.
En stor andel var hazarer, och nästan hälften hade levt hela eller en del av sitt liv i Iran. Att så många sökte sig till just Sverige beror sannolikt på att det redan fanns relativt många svensk-afghaner här och på att Sverige hade gott rykte vad gäller gott mottagande och möjligheter till utbildning.
Forskning visar att många ensamkommande ungdomar bär med sig upplevelser av våld, krig, hot och tortyr, hedersförtryck, rasism och sexuella övergrepp, och att detta är en del av orsakerna till deras flykt. Afghanska ungdomar som levt i Iran vittnar om diskriminering och misshandel från myndigheter och om barnarbete med slavliknande arbetsvillkor.  De berättar också att afghanska flyktingpojkar i Iran tvångsrekryterats till att strida i iranska förband på Assad-regimens sida i Syrien, ofta med dödlig utgång, något som bekräftas av andra källor. Ungdomarna berättar också om de stora risker som själva flykten har medfört, om polisbrutalitet och om smugglare som förgripit sig på dem, misshandlat eller svikit dem. Flykten pågick ofta under flera månader, och en studie visade att hälften av ungdomarna inte visste till vilket land de skulle resa när de påbörjade sin flykt. Själva beslutet om att de skulle fly fattades sällan av ungdomarna själva, utan av föräldrarna eller andra vårdnadshavare.

### Mottagande efter ankomst till Sverige
Nästan alla afghanska asylsökande 2015 saknade ID-handlingar som bekräftade deras ålder.Vid den första kontakten med Migrationsverket gjorde verkets tjänstemän en okulär besiktning för att avgöra om de var över eller under 18 år. De som ansågs vara barn (under 18 år) blev placerade i kommuner som mot ersättning från staten skulle förse dem med bostad, skolgång, socialsekreterare och god man.
Boendeformerna för minderåriga kan vara familjehem, jourhem, hem för vård eller boende (HVB) och stödboende för åldersgruppen 16–20 år. Fram till 2017 fick kommunerna statligt stöd för placerade ungdomar tills dessa var 21 år. År 2017 ändrades detta, med följd att de hänvisades till Migrationsverkets boenden när de blev 18 år. Många av dessa boenden låg otillgängligt till med dåliga kollektiva förbindelser och avsaknad av skolbuss
Det stora antalet barn som anlände och skulle omhändertas under 2015 innebar en stor press på mottagningssystemet och alla barn fick inte i tillräckligt god tid den vård och omsorg som de behövde och enligt svensk lag hade rätt till. Detta gällde bland annat tillsättandet av gode män samt fysiska och mentala hälsokontroller och den vård som dessa kunde ha visat behov av.  Kompetensen och seriositeten hos de aktörer som tillhandahöll boenden har i efterhand ibland visat sig vara bristfällig. Skolgången inleddes för många långt senare än efter den månad som är påbjuden i svensk lag och riskerade att störas när de unga skulle flyttas för att de fyllt 18 eller av andra skäl. 
Malmö var den svenska stad där det fanns flest ensamkommande asylsökande. 2015-2017 fanns där mer än 2 700 som antingen väntade på beslut eller fått avslag.

### Sena asylprövningar
Handläggningen av de ensamkommande barnens asylärenden tog lång tid. I juni 2017 rapporterade Dagens Nyheter att Migrationsverket handläggningstider aldrig förr varit så långa och att afghanska barn hörde till dem som fick vänta allra längst, i genomsnitt 579 dagar på sitt första samtal. Även andra sökande från Afghanistan hade längre väntetider än övriga sökande. Detta förklaras med att verket under 2016 hade prioriterat  handläggning av enkla ärenden (avseende medborgare från Syrien och Eritrea) för att hinna med så många ärenden som möjligt. De mer svårbedömda ärendena fick vänta, vilket i många fall kan ha lett till att asylsökande barn hann uppnå 18-årsdagen innan något beslut fattades.

### Identitet, ålder och trovärdighet

#### Afghanska identitetshandlingar
Enligt svensk lagstiftning och praxis är det den asylsökande som har bevisbördan för sin identitet och i identiteten ingår åldern. Registreringen av födelser är bristfällig i Afghanistan, och den gängse ID-handlingen tazkira innehåller inte alltid födelsedatum. 40 procent av Afghanistans befolkning uppskattas sakna tazkira och det finns inget centralt register över tazkirainnehavare. Tazkiror utfärdade före 2018 innehåller inte efternamn, eftersom efternamn inte ingår i afghansk namntradition. Födelsedatum kan anges på flera olika sätt eller inte alls, och många afghaner vet inte vilket datum de är födda. Avsaknaden av entydigt klarlagt födelsedatum kan av Migrationsverket tolkas som att personen inte kunnat styrka sin identitet och därmed nekas uppehållstillstånd i Sverige.
Personer födda i Iran av afghanska föräldrar får inte ID-handlingar. När handlingar finns blir de som regel inte godkända eftersom de bedöms vara lätta att förfalska. 

#### Åldersbedömningar fram till 2017
Att en ung person har hunnit fylla 18 år kan vara helt avgörande i ett asylärende. 2014 avgjorde en domstol att det är den asylsökande själv som ska bevisa sin ålder, och att medicinsk åldersbedömning kan erbjudas. I avsaknad av medicinska bedömningar, och om personen saknade identitetshandlingar eller de handlingar som fanns bedömdes vara otillförlitliga, var det personens berättelse som skulle ligga till grund för bedömningen. Migrationsverket skrev i december 2016 att man gör en samlad bedömning av all bevisning som lämnats in, id-handlingar, muntliga uppgifter och annan typ av skriftlig bevisning för att avgöra om åldersuppgiften är sannolik. Om den samlade bedömningen inte är att personen sannolikt är under 18 år, kommer åldern att skrivas upp. Bedömningen avser då inte att bestämma personens ålder utan endast att avgöra om personen är över eller under 18 år. 
Vittnesmål från asylsökande unga och deras gode män visar att åldern ofta skrivits upp från den som den unge angivit, utan att detta har motiverats på annat sätt än genom frånvaron av, eller underkännandet av dokument. Samtidigt ifrågasätts den asylsökandes trovärdighet.

#### Medicinska åldersbedömningar från 2017
Se vidare Medicinska åldersbedömningar i Sverige
I maj 2016 gav regeringen Rättsmedicinalverket (RMV) i uppdrag att "med stor skyndsamhet påbörja genomförandet av medicinska åldersbedömningar" på ett rättssäkert sätt. Syftet var i första hand att vuxna asylsökande inte skulle bedömas som minderåriga. Från våren 2017 har unga asylsökandes ålder bedömts genom medicinska åldersbedömningar med den ny metod som byggde på röntgen av tänder och magnetkameraundersökning av knäleder. När metoden började användas visade det sig att merparten av de undersökta bedömdes vara över 18 år. Detta väckte uppmärksamhet, då det gällde även vissa som uppenbart var under 18 år. Metoden  möttes med kritik, bland annat i en artikelserie i Svenska Dagbladet och av rättsläkare, professorer i rättsmedicin och andra läkare.
Hösten 2018 rekommenderade Svenska Läkaresällskapet en oberoende granskning av de medicinska åldersbedömningarna. I det s.k. januariavtalet 2019 mellan regeringen (Socialdemokraterna och Miljöpartiet) och Centerpartiet och Liberalerna kom man överens om att tillsätta en oberoende utredning. I oktober 2019 KU-anmäldes justitieminister Morgan Johansson för att utredningen ännu ej tillsatts.  I juni 2020 tillsattes en kommitté med chefsrådman Maria Eika som särskild utredare. Det första delbetänkandet kom hösten 2021. Där konstaterades att det vetenskapliga underlaget för metoden var alltför svagt. Kommittén ansåg dessutom att det vetenskapliga underlaget skulle ha tagits fram innan metoden började användas, och att de utlåtanden som ges om de undersökta personernas ålder är oklart formulerade.
I december 2022 fattade regeringen Kristersson beslutet att lägga ned utredningen, vilket mött kritik från jurister och läkare.  Medicinska åldersbedömningar med den ifrågasatta metoden tillämpades fortfarande i januari 2025.
Av dem som vid asylansökan (1 januari 2015–19 juli 2016) registrerats som ensamkommande afghanska barn och sedan skrivits upp i ålder fick 92 procent avslag på asylansökan hos Migrationsverket. Av dem som innan beslut hunnit fylla 18 av egen kraft var motsvarande siffra 86%.

### Tillämpningen av gymnasielagarna
De gymnasielagar som infördes 2017 och 2018 innehöll specifika åldersgränser, och vem som omfattades berodde därmed på utfallet i de åldersbedömningar som redan från början kritiserats för osäkerhet. När den första gymnasielagen trädde i kraft sommaren 2017, med intentionen att de flesta skulle få möjlighet att stanna, hade Migrationsverket systematiskt skrivit upp åldern på ungdomarna så att endast ett fåtal kom att omfattas av lagen.
Gymnasielagen 2018 gällde dem som sökt asyl som ensamkommande barn men var 18 eller äldre vid första avslag. Den omfattade både dem som enligt egen uppgift fyllt 18 och dem som skrivits upp i ålder. Ett av kraven var att personen ska ha sökt asyl senast 24 november 2015. Migrationsverket hade vid den tiden mycket stor arbetsbörda och hann inte ta hand om alla sökande direkt, vilket kan ha lett till att ansökningar registrerades efter det som senare angavs som brytdatum och personen därmed inte omfattades av lagen.
Under 2017–2019 fick totalt 7963 personer tillfälliga uppehållstillstånd med hänvisning till gymnasielagarna 2017 och 2018. Efter 13 månader omprövades uppehållstillstånden och kunde förnyas om sökande kunde uppvisa godkänd studieplan. Oklarheten i lagen och dess tillämpning gjorde det svårt för både ungdomarna, skolorna och Migrationsverkets handläggare att bedöma vilka utbildningar som omfattades av lagen och hur de skulle dokumenteras. Det har förekommit att de utbildningar som ungdomar blivit antagna till och påbörjat visar sig inte vara godkända för uppehållstillstånd. Ungdomar kunde också nekas förlängning eftersom deras hemkommun inte kunde erbjuda någon godkänd utbildning.
Möjligheten för de unga att klara av sina studier påverkades av att många saknade stabil bostadssituation och av att kommunerna inte alltid kunde erbjuda erforderligt psykosocialt stöd för att möta den utbredda psykiska ohälsa som bland andra Socialstyrelsen påvisat hos denna grupp. Civilsamhället engagerade sig i lokala projekt för att stötta ungdomarna i deras studier och hjälpa dem att hitta jobb. Den riksomfattande ideella föreningen Arbetskraftsförmedlingen bildades med syfte att ta tillvara resurser hos unga människor och matcha dem med företag/offentlig sektors behov av arbetskraft. Föreningens kampanj REDO (2020-2022) arbetade specifikt med ungdomar som omfattas av gymnasielagen.

#### Coronapandemin 2020
I samband med coronapandemin våren 2020 blev det uppenbart att det skulle bli mycket svårt för de ungdomar som gick ut gymnasiet att inom 6 månader kunna få de minst tvååriga jobb som krävdes för fortsatt uppehållstillstånd. Politiska organisationer och en mängd debattartiklar kritiserade lagen och presenterade olika förslag, som innebar allt ifrån att riva upp lagen och utvisa de berörda ungdomarna till att ge permanenta uppehållstillstånd åt både dem och de ungdomar som kommit samtidigt men inte omfattats av lagen.
I oktober 2020 presenterade regeringen ett förslag om lättnader i regelverket kring gymnasielagen, mot bakgrund av coronapandemin och det svåra arbetsmarknadsläget. Förslaget innebar att den tid man har på sig för att hitta ett arbete ska förlängas till ett år, att det ska räcka med ett års anställning för att kunna få permanent uppehållstillstånd och att reglerna kring försörjningskravet ses över.  Efter en omröstning i riksdagen december drogs förslaget tillbaka. Ett liknande regeringsförslag presenterades våren 2021 men avslogs av riksdagen. 

#### Avslag på grund av sen hantering hos Migrationsverket
I juni 2024 uppmärksammade tidningen Dagens ETC att Migrationsverkets enhet i Malmö har fördröjt handläggningen av förlängningar enligt gymnasielagen så länge att de tillfälliga uppehållstillstånden gått ut och inte kunnat förlängas eller permanentas. De berörda personerna har därefter fått utvisningsbeslut trots att de uppfyllt alla lagens krav på utbildning och arbete. Detta uppskattas ha drabbat hundratals personer.

#### Arbete och uppehållstillstånd
I februari 2024 hade cirka 5 200 uppfyllt gymnasielagens krav och fått permanenta uppehållstillstånd.
Oxford Research, som tar fram kunskapsbaserade beslutsunderlag i offentlig sektor, har analyserat de samhällsekonomiska konsekvenserna av gymnasielagen i Värmdö och visar på en tydlig samhällsekonomisk vinst. Efter mindre än fyra års arbete kommer ungdomarna ha betalat tillbaka hela kostnaden för asylprocess och utbildning. Den totala samhällsekonomiska vinsten, räknat i skatteinkomster och konsumtion fram till personernas pensionering, uppskattas till 13–16 miljoner per person.

### Livet i Sverige
En forskningsrapport från Stockholms universitet presenterade 2017 hur det har gått för dem som kom till Sverige som ensamkommande barn under 2003–2012. Rapportförfattaren professor Eskil Wadensjö konstaterar att arbetslösheten inte är hög inom gruppen, och att de som kommit från Afghanistan utmärker sig genom att oftare ha arbete. De flesta började arbeta i 20-årsåldern. Männen arbetade på byggen, i transportsektorn eller okvalificerade industriarbeten. Kvinnorna arbetade som undersköterskor, sjukvårdsbiträden och i äldreomsorgen. Lönenivån motsvarade den för svenskfödda inom motsvarande yrken Andra rapporter om ensamkommande barn utan angiven nationalitet visar liknande resultat.
Statistikmyndigheten SCB publicerade hösten 2023  en rapport om de som var födda 1999 och som fått uppehållstillstånd genom asyl som ensamkommande barn eller genom gymnasielagen. Över 80 procent av de ensamkommande som fått stanna hade förvärvsarbete i november 2022, att jämföras med ungefär 65 procent av de svenskfödda i samma ålder. Av de flyktingungdomar som fått asyl med sina föräldrar hade drygt 70 procent av killarna arbete men bara 50 procent av tjejerna. Det vanligaste yrkesvalet för både killar och tjejer var arbete inom vård och omsorg. Av de ensamkommande killar som fått jobb tjänade ungefär 70 procent minst 18 000 kr i månaden. Av jämngamla svenskfödda killar var det bara 50 procent som nådde upp till denna siffra. 
Av dem som fått asyl som ensamkommande barn hade 40 procent blivit svenska medborgare i slutet av 2022. För dem som fått uppehållstillstånd enligt gymnasielagen tar processen fram till eventuellt medborgarskap mycket längre tid och Migrationsverkets krav på identitetshandlingar gör det osäkert om medborgarskap alls kan beviljas.

#### Skolgång, arbete och familjeliv
Forskning visar att ensamkommande ungdomar lägger stor vikt vid skolan, både som en möjlighet till utbildning och utveckling och som en kontakt med stödjande vuxna och jämnåriga ungdomar. Samtidigt har många störts i sin skolgång av sen start och många flyttar och genom att de förlorat sitt boende när de blivit 18. Många var inledningsvis motiverade till att lära sig språket men tappade motivationen med tiden, när de fick vänta länge på sina utredningar och inte visste om de skulle få uppehållstillstånd eller ej. De ensamkommande som var analfabeter när de kom hade svårare att klara sig i skolan och att lära sig svenska, jämfört med de unga som hade utbildning i hemlandet. Generellt klarar sig utrikes födda barn sämre i skolan än barn som är födda i Sverige, men både i skolan och på arbetsmarknaden går det bättre för ensamkommande ungdomar än för dem som kommit till Sverige tillsammans med sina föräldrar eller släktingar.
Vissa ungdomar blev placerade i familjehem och andra i HVB (Hem för vård eller boende) eller stödboende. Det finns stor variation i hur de olika boendeformerna upplevs, och bemötandet förefaller vara viktigare än boendeformen för hur ungdomar trivs med sitt boende. Många som bor på HVB uttrycker känslan av ensamhet. Tidningsartiklar, insändare och böcker vittnar återkommande om hur ensamkommande har kommit att bli fullvärdiga familjemedlemmar i de familjer där de har bott i några år.
Ensamkommande ungdomar medverkar i organiserade fritidsaktiviteter i högre grad än nyanlända ungdomar som kommit tillsammans med sina familjer.
Endast få av de ensamkommande från Afghanistan har arbetat under den tid som asylansökan behandlats. En viktig anledning är att de inte har ansetts kunna bevisa sin identitet och därför inte tillåtits arbeta förrän de har fått uppehållstillstånd. Efter att de fått uppehållstillstånd har många, både män och kvinnor, börjat arbeta inom vård och omsorg och därmed valt yrken som i deras ursprungskultur ansetts vara typiskt kvinnliga.

#### Attityder och identitet
En forskningsantologi från 2019 visar, tvärt emot den bild som ofta presenteras i media, att ensamkommande ungdomar generellt sett kan ha stor motståndskraft (resiliens) mot de svårigheter de utsätts för, och att detta har stor betydelse för integrationen. Speciellt betonar forskarna betydelsen av ett positivt och inkluderande bemötande från myndigheterna och omgivningen. I många fall präglas ensamkommande ungdomars kulturella bagage av patriarkaliska synsätt som kolliderar med frågan om jämställdhet mellan kvinnor och män. Ensamkommande ungdomar är dock generellt mer positiva till jämställdhetsperspektiv än vad media brukar förmedla.
Forskning visar att ensamkommande ungdomar uttrycker en stark motivation att utbilda sig, att anpassa sig till det nya landet och att ta vara på de möjligheter som finns. De försöker samtidigt att bevara modersmål, kulturellt arv och relationer till personer i ursprungslandet. De ensamkommande ungdomarna har ofta svårt att få jämnåriga svenska vänner, något som åtminstone delvis kan förklaras med att de inledningsvis går tillsammans med varandra i speciella språkintroduktionsklasser. De upplever ofta att svenskar är misstänksamma mot dem, något som kan begränsa deras känsla av hemmastaddhet. Att leva i osäker väntan på asylbeslut eller som papperslös efter negativt beslut innebär svåra psykiska påfrestningar och upplevelser av att vara övergivna och maktlösa.

#### Utsatthet, kriminalitet och narkotika
Samstämmiga rapporter vittnar om stor psykisk ohälsa bland ensamkommande ungdomar som en följd både av tidigare trauman och av den långa och otrygga väntan på uppehållstillstånd. Speciellt gäller detta dem som fått avslag på sina ansökningar, men även dem som fått uppehållstillstånd enligt gymnasielagen och inte vet om de får förlängning.
Rapporter om självskadebeteende och självmordsförsök visar att förekomsten är tydligt högre bland ensamkommande än bland asylsökande barn som kommer till Sverige med en vårdnadshavare. Under 2015–2020 var det nästan 30 ensamkommande asylsökande av olika nationaliteter som tog sina liv. Ingen myndighet ansvarar för att registrera eller dokumentera självmord bland asylsökande, men ett privat dokumentationsarbete i samarbete med Karolinska Institutet visar att under 2017 tog minst 12 ensamkommande unga sina liv, vilket innebar att suicidrisken var nio gånger större än för jämnåriga i Sveriges befolkning. Ytterligare 258 självmordsförsök inom gruppen dokumenterades under 2017. Forskning från Karolinska Institutet visar att självmorden inte hade direkt samband med avslagsbesked utan snarare att de ensamkommande generellt är en utsatt grupp, att de fått vänta länge på besked och att de inte fått tillgång till kvalificerad vård. Självmorden och självmordsförsöken skedde ofta i samband med att ungdomen fyllde eller skrevs upp till 18 år och därmed flyttades till vuxenboende och förlorade sitt nätverk och sin trygghet i boende och skola. 
2023–2024 larmade läkare om nya självmord och självmordsförsök, genomförda av unga människor som fått utvisningsbeslut efter att ha levt många år i Sverige med uppehållstillstånd för att de var barn eller enligt gymnasielagen.
En liten del av de ensamkommande ungdomarna har börjat använda narkotika för att döva sin ångest.  Siffror från 2017 visar att 10 % av de unga som anlänt till landet som minderåriga asylsökande, och fanns i Skåne, hade en missbruksproblematik. Nationellt var andelen åtta procent. En undersökning från 2022 tyder på att de inte hade erfarenhet av droger innan de kom till Sverige.
Droganvändningen och i förlängningen drogförsäljningen var för många en följd av ångest och sysslolöshet och en möjlighet till försörjning när de inte fick gå i skolan eller arbeta för sin försörjning. De saknade tilltro till det svenska samhället och upplevde att Migrationsverkets beslut var inkonsekventa. Vissa levde i misär, och samtidigt vågade de inte söka vård av rädsla för att bli utvisade. Detta, i kombination med hemlöshet, brist på socialt nätverk och ekonomisk utsatthet har lett till att de riskerat att fastna i kriminalitet och att de prostituerat sig i utbyte mot en sovplats eller ett mål mat . Polisen, Migrationsverket och frivilligorganisationer har rapporterat om ett växande skuggsamhälle av flera tusen unga, framför allt afghaner, som fått nej på sina ansökningar men vägrat låta sig utvisas. Både polisen och frivilligorganisationer understryker att den absoluta merparten av dessa människor hade klarat sig bra i Sverige om de hade fått positiva asylbesked utan långa väntetider.
Afghanska flyktingungdomar har dömts för våldtäkt och det har förekommit sexuella övergrepp där afghanska pojkar har varit både förövare och offer.  Flyktingpojkar har också utsatts för sexuella övergrepp av personal på deras boenden eller andra som de varit beroende av.

#### Priser och utmärkelser
Raoul Wallenberg Academys utmärkelse Ungt Kurage tilldelas varje år fem ungdomar som visat prov på civilkurage och engagemang. År 2017, 2018, 2019 och 2020 fanns ensamkommande afghanska ungdomar bland pristagarna:
- 2017 belönades Ahmad Rahimi från Växjö för att han kämpar för ensamkommande barns och ungas rättigheter i Sverige.
- 2018 belönades Ali Zardadi från Stockholm som kämpar hårt för att göra folk uppmärksamma på hur det är att vara en ensamkommande ung flykting från Afghanistan i dagens Sverige. Med sin bok ”Ängeln och sparven” reser Ali runt i Sverige och berättar om längtan, om saknad, om drömmar, och om den långa resan till Sverige.
- 2018 belönades också Zahra Samadi från Stenungsund som har varit med och startat Sittstrejken i Göteborg. Zahra leder ett demonstrationståg varje fredag till Migrationsverket. Förutom sitt engagemang för att stoppa utvisningarna är hon ordförande i Ensamkommandes förbund i Stenungsund där hon arbetar för möten över kulturgränser.
- 2019 belönades Muhammad J. Muhammadi från Vansbro, som har delat med sig av sina egna smärtsamma upplevelser från sin uppväxt i böckerna ”Ska vi dansa” och ”Jag står inte ut men jag slutar aldrig att kämpa”.
- 2020 fanns Abdolah ”Abbe” Hoseini och Samaiullah ”Sami” Amiri bland pristagarna. De har rest runt och föreläst på skolor och Pridefestivaler om hur det är att vara ung och homosexuell i Afghanistan.[238]

#### Konst och kultur
Konstverket 17 000 av det sydsvenska skaparkollektivet Forma visades 2019 på Liljevalchs vårsalong och har fått flera konst- och designpriser. Skaparkollektivet består delvis av ensamkommande afghanska ungdomar och konstverket består av 17 000 små träskulpturer som symboliserar de afghanska ensamkommande som inte fick permanenta uppehållstillstånd som barn.
Teaterföreställningen Kabul Stockholm Paris har producerats av Angereds teater och utgår från den stora gruppen ensamkommande från Afghanistan som flytt vidare från Sverige och som nu istället söker asyl i Frankrike. De flesta skådespelarna är unga afghaner och pjäsen bygger delvis på deras erfarenheter. Föreställningen ingick i programmet vid Scensveriges festival Swedstage 2024.
Faiaz Dowlatzai, som kom till Sverige som ensamkommande barn 2015, har publicerat flera böcker byggda på hans egna erfarenheter, fått utmärkelsen Ortens bästa penna år 2020 och medverkat i Sveriges Radios Tankar för dagen.
Mohsen Salehi som kom som ensamkommande barn 2016, har haft ett flertal konstutställningar där han visar akvareller.

## Afghanska vuxna och barnfamiljer

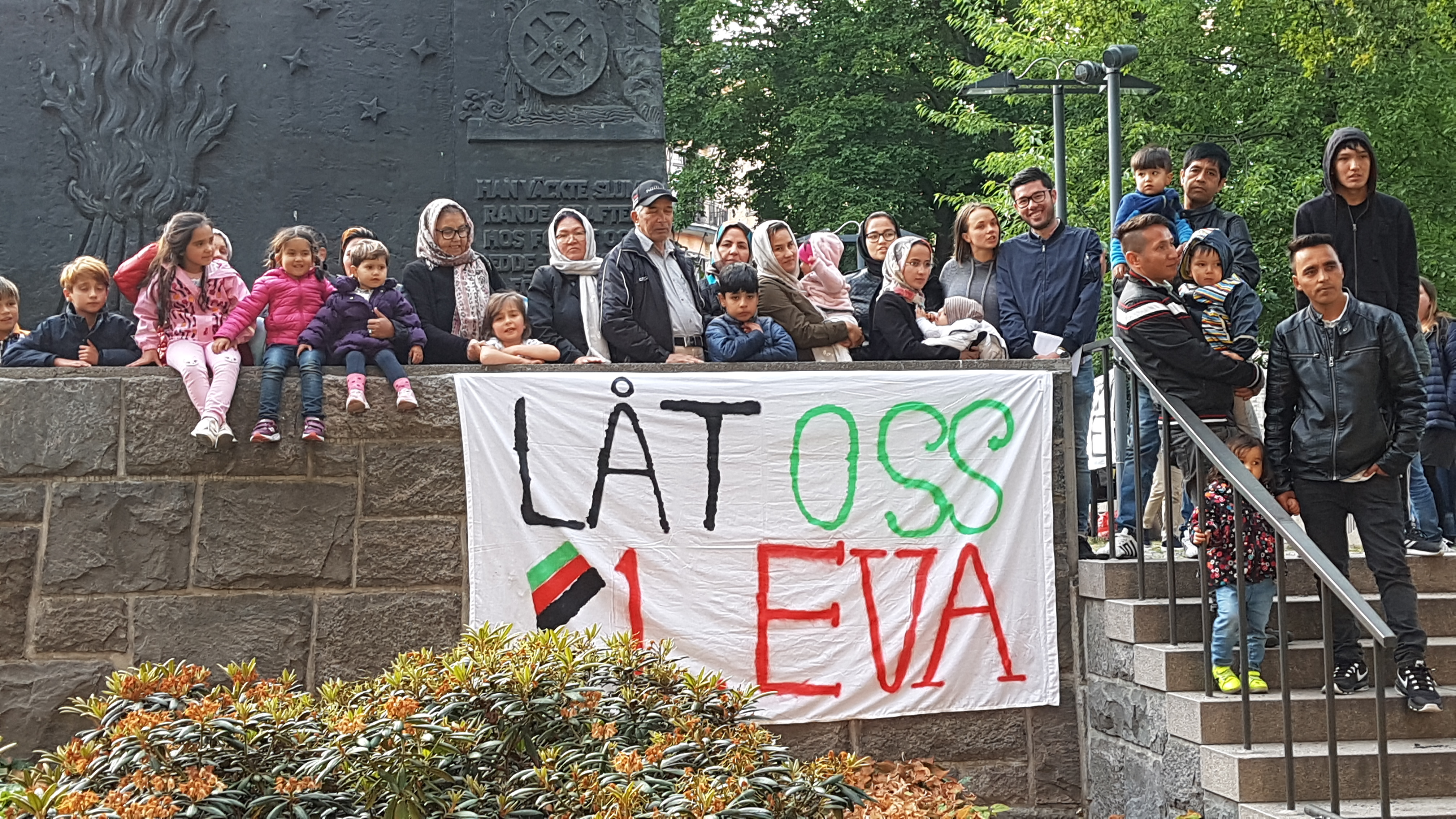
Sommaren 2019 demonstrerade afghanska barnfamiljer från hela landet under flera veckor på Norra Bantorget.

Av de afghanska asylsökande som kom till Sverige 2015 var det 17 700 som inte registrerades som ensamkommande barn. Motsvarande antal för åren 2016–2019 var 5200 och 2020-23 kom ytterligare cirka 2000. I dessa siffror ingår vuxna män och kvinnor samt barn. Ytterligare barn har sedan 2015 fötts i Sverige inom asylsökande familjer.
Asylsökande vuxna och barnfamiljer erbjuds plats på något av Migrationsverkets boenden. Barnen har samma rättigheter som svenska barn vad gäller exempelvis skola och sjukvård men omfattas inte av skolplikt. Vuxna har inte rätt till svenskundervisning (SFI). Vuxna och barn över 16 kan få rätt att arbeta under asylprövningstiden, men det förutsätter att de kan uppvisa godkända ID-handlingar eller att Migrationsverket bedömer att de på annat sätt medverkar till att klarlägga sin identitet. Afghanska identitetshandlingar betraktas ofta som otillförlitliga vilket gör det svårt att få tillstånd att arbeta. Efter avslag har barnfamiljer rätt att bo kvar på Migrationsverkets boenden, men dagersättningen sänks från 61 till 42 kronor per vuxen om man lever i par, och föräldrarna tillåts inte arbeta. Migrationsverket håller också samtal för att motivera återvändande.
Ungdomar som sökt asyl tillsammans med sina föräldrar omfattas inte av någon av gymnasielagarna.
I det återvändaravtal mellan Sverige och Afghanistan som gällde 2016-2021 sades att "särskilt sårbara grupper" inte skulle utvisas, och det rådde enligt polisen oklarhet om hur detta skulle tolkas. Dagens Nyheter och representanterna för barnfamiljerna tolkade situationen som att Afghanistan inte ville ta emot barnfamiljer som utvisas med tvång.
Migrationsverkets siffror visar att det under 2017– april 2019 var totalt 1016 vuxna och 18 "familjebarn" som rest tillbaka till Afghanistan. Siffran för vuxna innefattar dem som kommit som ensamkommande men hunnit fylla eller skrivas upp till 18 år. Gränspolisen meddelade i november 2019 att det fanns ungefär 1 000 barn som väntade på utvisning men att man har svårt att hinna med alla utvisningar och inte prioriterade att utvisa barnfamiljer. Ytterligare ungefär 1 000 barn väntade i augusti 2019 på besked från Migrationsverket eller Migrationsdomstolen.
Ett stort antal akademiker ifrågasatte i augusti 2018 om utvisningar av barnfamiljer till Afghanistan är förenliga med FN:s barnkonvention som Sverige ratificerade 1990 och som skulle bli lag 2020.
Sommaren 2019 demonstrerade afghanska barnfamiljer på Norra bantorget i Stockholm under parollen "Liv utan Gränser". I november 2019 träffade en grupp barn och föräldrar en grupp riksdagsledamöter för att berätta om sin situation.

## Afghanska kvinnor och flickor
Migrationsverkets statistik visar att det under den aktuella perioden varit lättare för flickor och kvinnor från Afghanistan att få asyl i Sverige, jämfört med män och pojkar. Av de avgjorda asylärendena under 2018 fick 28 procent av männen (1500 personer) bifall, och 47 procent av kvinnorna (850 personer). Att över hälften av kvinnorna och flickorna fått avslag beror på att Migrationsverket har bedömt att deras berättelser om tvångsgiften och hotande hedersvåld inte är trovärdiga.
Migrationsverkets biträdande rättschef Anna Lindblad sade i juli 2022 att det generella våldet hade minskat sedan talibanernas maktövertagande men att situationen försämrats vad gäller mänskliga rättigheter och att kvinnor och flickor hörde till de grupper som fått en sämre situation Trots detta hade Migrationsverket i juli 2022 givit förnyade avslag till 142 kvinnor och 40 flickor som tidigare fått avslag och sökt ny prövning efter att detta möjliggjorts hösten 2021.
I december 2022 fattade Migrationsverket beslutet att inga kvinnor eller flickor ska utvisas till Afghanistan och att de som redan fått utvisningsbeslut ska få dessa omprövade och få uppehållstillstånd. Även journalister, människorättskämpar och företrädare för den förra regeringen ska enligt beslutet få uppehållstillstånd i Sverige.

## Beslutade och genomförda utvisningar till Afghanistan 2016-2023

### Migrationsverkets beslut om asyl eller utvisning[24]
- 2016 9 200 beslut varav 5 700 utvisningsbeslut (62 procent)
- 2017 25 200 beslut varav 15 900 utvisningsbeslut (63 procent)
- 2018 9 600 beslut varav 7 300 utvisningsbeslut (76 procent)
- 2019 3 900 beslut varav 3 200 utvisningsbeslut (82 procent)
- 2020 2900 beslut varav 2 300 utvisningsbeslut (79 procent)
- 2021 1 600 beslut varav 1000 utvisningsbeslut (63 procent)
- 2022 3 200 beslut varav 1700 utvisningsbeslut (53 procent)
- 2023 3 200 beslut varav 1500 utvisningsbeslut (47 procent)

En andel av utvisningsbesluten har sedan ändrats efter överklagan till domstol.Under perioden 2020- 2023 skedde detta i 6 procent av de överklagade fallen, alla nationaliteter inräknade. Antalet personer med utvisningsbeslut som faktiskt rest till Afghanistan under 2017–april 2019 var enligt Migrationsverket 1 063. I november 2019 angav gränspolisen att det fanns över 7 000 människor i Sverige, däribland 1 000 barn, som hade gällande utvisningsbeslut till Afghanistan, och att polisen hade svårt att hinna verkställa alla utvisningsbeslut. Fram till 2024 har antalet minskat, genom att en del fått uppehållstillstånd efter förnyad ansökan och andra lämnat Sverige för att söka asyl i andra europeiska länder. 

### Migrationsverkets beslut om asyl eller utvisning

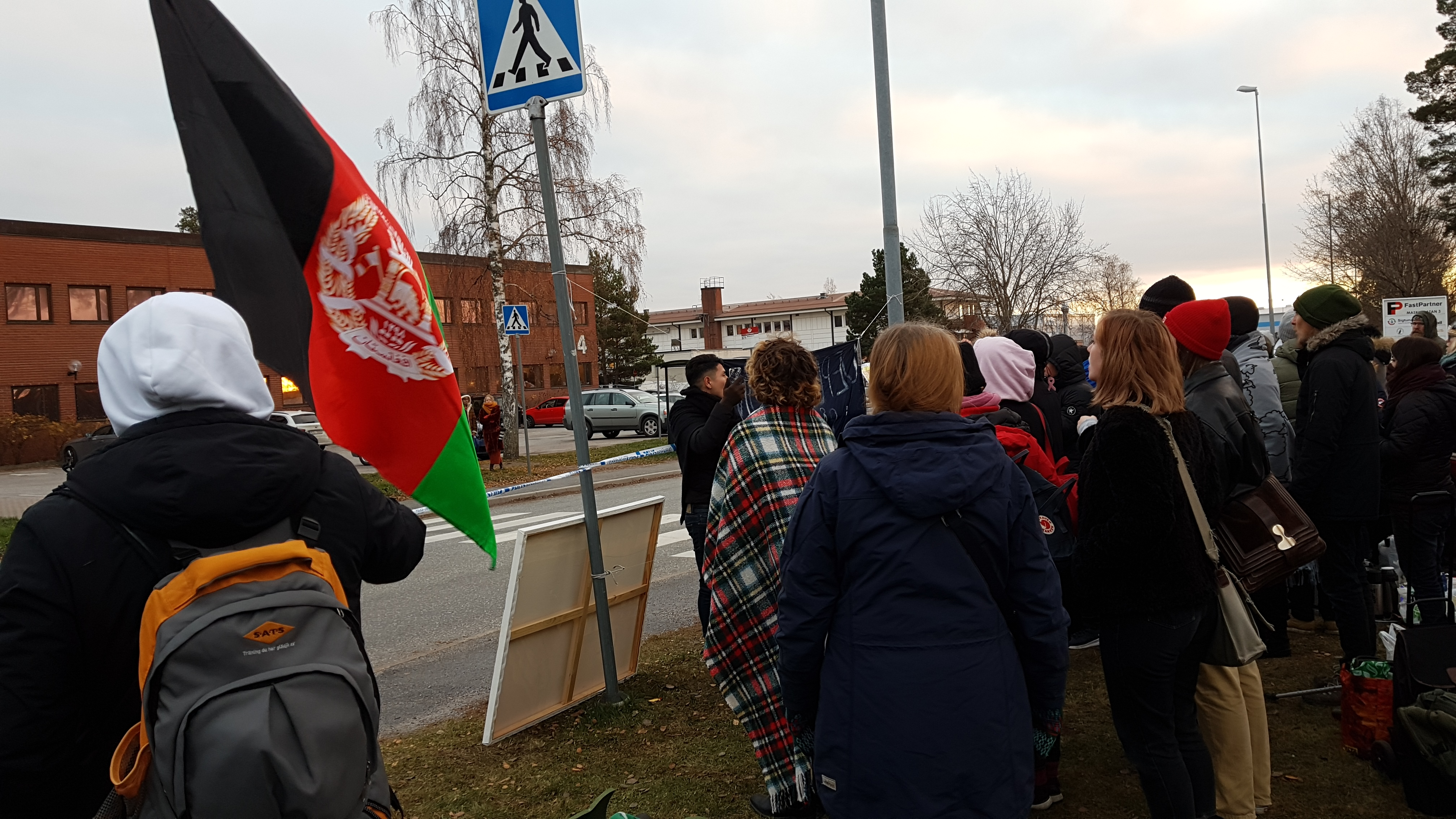
Demonstration inför verkställandet av deportationer till Afghanistan utanför Migrationsverkets förvar i Märsta 19 november 2018.

### Genomförda utvisningar
- 2017: 507 personer varav 62 med tvång.[25]
- 2018: 419 personer varav 155 med tvång.[25]
- 2019 (januari–november): Sverige arrangerade nio tvångsutvisningsinsatser med chartrade plan.[255] Åtminstone fyra av dem genomfördes i samarbete med den europeiska gräns- och kustbevakningsbyrån  Frontex.[256][257][258][259] Ombord fanns sammanlagt 338 personer, varav 3 barn.[260] Under samma tid  har totalt 190 personer återvänt till Afghanistan frivilligt.[261]
- 2020: I mars meddelade Afghanistan att man med anledning av coronakrisen tills vidare inte tar emot personer som avvisats eller utvisats från Sverige.[262]  Efter att Afghanistan meddelat att man tar emot dem som återvänder frivilligt utvisades 9 personer med ett chartrat plan den 23 juni. Flyktingrättsorganisationer uppger att personer i förvar tvingats skriva på papper om frivilligt återvändande utan att förstå språket. Polisen tillbakavisar detta och anger att de reste frivilligt.[263]

Efter talibanernas maktövertagande i augusti 2021 beslöt Migrationsverket om verkställighetsstopp för tvångsutvisningar till Afghanistan och de personer som satt i förvar i väntan på verkställande släpptes fria. I december 2024 fattas fortfarande avslagsbeslut för asylsökande från Afghanistan, men inga tvångsutvisningar genomförs.

### Några uppmärksammade utvisningar
13 december 2016. Under stora protester från flyktingorganisationer och frivilliga tvångsutvisades tretton personer med ett chartrat plan. Två av dem hade dömts till utvisning för brott och de övriga hade fått nej på sina asylansökningar. Både de utvisade och personalen vittnade om våldsamheter och kränkningar, och tre av de utvisade fängslades med så kallade body cuffs som låser fast händerna vid höfterna. En av de som skulle ha utvisats var journalisten Wares Khan, som plockades av planet i sista sekund efter ingripande från FN:s människorättskommitté.
30 maj 2017. Ett plan med utvisade från Sverige landade i Kabul bara några timmar efter att en bilbomb detonerat i centrala Kabul och dödat minst 90 personer. Tyskland valde att efter attentatet tillfälligt stoppa utvisningarna. En av de utvisade från Sverige släpptes inte in i Afghanistan. Han var en småbarnspappa som har fått avslag på sin asylansökan medan resten av hans familj har fått uppehållstillstånd. I verkställighetsrapporten från utvisningen skriver den medföljande bevakningspersonen från kriminalvården så här: ”Dessvärre godkände inte afghanska myndigheter klienten och hänvisade till att man splittrar familjer. Klienten har fru och barn kvar i Sverige.”
23 juli 2018. 21-åriga Elin Ersson förhindrade att en man deporterades med ett vanligt passagerarplan genom att vägra sätta sig ned när planet skulle lyfta. Hennes egen mobilfilmning av aktionen spreds i sociala medier och aktionen blev mycket omdiskuterad. Ersson åtalades och dömdes för brott mot luftfartslagen, men rättegången ogiltigförklarades eftersom en nämndeman ansågs jävig. Efter ny rättegång dömdes hon i november 2019 till 60 dagsböter och efter överklagande till hovrätten fastställdes domen i maj 2020.
26 september 2018. Sveriges Radio Ekot rapporterade att ett tiotal utvisningar till Afghanistan under de senaste tre månaderna fått stoppas i sista stund. De som skulle utvisas anklagade Kriminalvårdens personal för att ha misshandlat dem så svårt att de behövt söka vård. Personalen från Kriminalvården hävdade att männen hade skadat sig själva.
10 september 2019. Den ditintills största grupputvisningen till Kabul genomfördes. Det chartrade planet förde 50 personer till Kabul, en insats som delvis var finansierad av EU:s gemensamma gräns- och kustbevakningsbyrå Frontex. Enligt polisen var alla som utvisades män och samtliga över 18 år. Tre personer var utvisade på grund av brott och resten utvisades efter avslag på ansökan om uppehållstillstånd hos Migrationsverket. Polisen meddelade i ett pressmeddelande att "allt polisens arbete utgår från ett humant, medmänskligt och rättssäkert bemötande. Personens grundläggande rättigheter ska tillgodoses och särskild hänsyn ska tas till exempelvis ålder eller fysiska och psykiska hälsotillstånd”. Ett personligt vittnesmål från en av de utvisade berättar om tvångsinjektioner, handfängsel och självskadeförsök.
16 december 2019. Den planerade utvisningen av den funktionshindrade Ali Safdari stoppades genom ett ingripande av den FN-kommitté som bevakar efterlevnaden av FN:s konvention om rättigheter för personer med funktionsnedsättning. FN-kommittén krävde också att Migrationsverket skulle låta Safdari genomgå nödvändiga medicinska undersökningar för att klargöra arten av hans funktionsnedsättning. Safdari släpptes samma dag ur Migrationsverkets förvar, där han hållits i fyra månader. Vid minst tre tidigare tillfällen hade försök att utvisa honom avbrutits med hänvisning till hans hälsotillstånd.
Januari 2020. Sverige fick kritik av FN:s kommitté för mänskliga rättigheter, som konstaterade att utvisningen av en ateist till Afghanistan skulle innebära konventionsbrott. Kommittén skrev att det är obestritt att individer som avsagt sig sin muslimska tro eller konverterat under asylprocessen löper en verklig risk för förföljelse och dödsstraff i Afghanistan. Migrationsverkets rättsliga expert Anna Carlsson meddelade att om Migrationsverket finner att utlåtandet innehåller delar av mer generellt slag så kommer styrningen på Migrationsverket och den praxis som utarbetats av Migrationsöverdomstolen att ses över.
16 december 2020. Den första grupputvisningen till Afghanistan sedan coronapandemins utbrott planerades. Afghanistan hade under pandemin vägrat att ta emot tvångsutvisningar men nu åter öppnat för detta, och planen var att 18 personer skulle utvisas med ett chartrat plan i samarbete med andra europeiska länder. Insatsen avbröts någon timme innan planerad avfärd eftersom coronasmitta hade upptäckts hos personal som skulle ha eskorterat de utvisade.

## Efter utvisningsbeslutet
När ett utvisningsbeslut efter eventuell överklagan vunnit laga kraft kallas personen till återvändarsamtal på Migrationsverket för att planera resan till det land man ska utvisas till. De flesta som får avslag förlorar rätten till fortsatt dagersättning, och barnfamiljer får minskad ersättning. Den som ska utvisas till Afghanistan och saknar pass uppmanades fram till talibanernas maktövertagande augusti 2021 att hämta resehandlingar på afghanska ambassaden. Man skulle då intyga att man faktiskt vill åka till Afghanistan, och det hände att ambassaden inte gav resehandlingar till den som sade att han inte ville åka. Sedan 2021 finns inte denna möjlighet, men Migrationsverket erbjuder i vissa fall tillfälliga resedokument till den som vill återvända.
Om man inte följer Migrationsverkets instruktioner kan Migrationsverket ta beslut om uppsikt, alltså att man ska anmäla sig hos myndigheten vid bestämda tillfällen. Man kan också tas i förvar, som är ett låst boende som man inte får lämna. En person får hållas i förvar i högst 12 månader. Så småningom överlämnas ärendet till polisen som ansvarar för att personen utvisas. I december 2019 befann sig 94 afghanska medborgare i förvar i Sverige. År 2018 var dygnskostnaden för en person i förvar 4 679 kronor I december 2020 var en tredjedel av alla förvarsintagna mellan 18 och 23 år och medborgare i Afghanistan. Deras tid i förvaret uppgick till många månader eftersom Afghanistan inte tog emot tvångsutvisningar på grund av coronapandemin.
Den som är förvarstagen kan överföras till häkte, vilket kritiserats av Kriminalvården i en skrivelse till JO. I februari 2019 var totalt 74 förvarstagna personer placerade i häkte. Av dem var tio afghanska medborgare som var 21 år eller yngre.
De allra flesta som fick utvisningsbeslut till Afghanistan följde inte Migrationsverkets instruktioner utan valde i stället att leva som papperslösa. Det innebar en stor utsatthet och otrygghet, som olika personer hanterade på olika sätt. Några ungdomar fortsatte att gå i skolan och lyckades klara sitt uppehälle genom sociala kontakter. Andra isolerade sig och slutade att lita på någon. Polisen hade inte resurser att leta efter alla papperslösa eller sätta dem i förvar, och i november 2019 uppskattade polisen att det fanns 7 000 personer som fått utvisningsbeslut till Afghanistan men ändå finns kvar i Sverige. Fram till 2024 har antalet minskat, genom att en del fått uppehållstillstånd efter förnyad ansökan och andra lämnat Sverige för att söka asyl i andra europeiska länder.
Om det inträffar något nytt som inte redan har behandlats i asylansökan går det att anmäla verkställighetshinder och begära ny prövning, som kan leda till uppehållstillstånd. Enligt den under perioden gällande lagstiftningen preskriberades ett utvisningsbeslut efter fyra år, varpå man kunde söka asyl på nytt.

### Ny flykt till andra länder
Efter avslag på sin asylansökan i Sverige har ett stort antal unga afghaner lämnat Sverige för att söka asyl i andra länder. Med hänvisning till Dublinförordningen skulle det inte vara möjligt, men de hoppas att deras fingeravtryck inte ska dyka upp när det nya landets myndigheter letar i EU:s register. Det finns inga siffror på hur många som har sökt sig till andra länder eller fått asyl där, men på svenska kyrkan i Paris uppskattade man i början av 2019 att det på något år varit 500–600 svenska afghaner som sökt stöd och gemenskap i kyrkan. Många av dem har bott i tältläger på gator eller i parker. I september 2020 uppskattades samma antal till 3 000. Många av dem bodde i tillfälliga tältläger som regelbundet revs av polisen.  I augusti 2023 uppskattade hjälporganisationer i Paris att där fanns cirka 5000 asylsökande som tidigare sökt asyl i Sverige, och de flesta av dem var unga afghaner. 2019 bildades där föreningen  LAMSF Les amis des migrants suédophones en France (De svensktalande migranternas vänner i Frankrike) som stöttar och organiserar aktiviteter för personer som har flytt dit efter asylavslag i Sverige.
Frankrike har inte delat Sveriges bedömning att internflykt i Kabul är ett rimligt alternativ och att det därmed är lättare att få asyl där. År 2019 beviljades 62,6 procent av alla afghaner asyl i första instans i Frankrike, och 75% av dem som fått nej i första instans fick positivt beslut efter överklagande. Det fanns också franska domare som vägrade återutvisa ungdomar till Sverige eftersom de då skulle riskera att skickas vidare till Afghanistan.
Afghaner som fått avslag i Sverige har även sökt sig vidare till andra europeiska länder, exempelvis Tyskland, och fått asyl där. 

### Mottagningsinsatser i Afghanistan
Migrationsverket deltog 2015-20 i projektet EURLO (European Union Return Liaison Officers) som leddes av Belgiens migrationsmyndighet och finansierades av EU:s Asyl-, migrations- och integrationsfond (AMIF – särskilda åtgärder).  Syftet var att stödja det praktiska återvändande- och återintegreringsarbetet för personer som utvisats till bland annat Afghanistan. Migrationsverket har under en del av projekttiden haft en återvändaresambandsman placerad i Kabul.
De som valt att återvända frivilligt till Afghanistan har fram till 2020 kunnat få stöd från EU:s ERRIN-program (European Return and Reintegration Network) eller dess föregångare ERIN, för att exempelvis starta ett eget litet företag. Stödet från ERRIN var på motsvarande 26 000 kronor per person och skulle inte betalas ut kontant utan bekosta omkostnader, utbildning och liknande. Under 2019 blev utbetalningarna av administrativa skäl och uppdagade brister i kontrollen försenade med 10 månader. I november 2019 beklagade Migrationsverket detta men meddelade att de flesta av de 190 frivilliga återvändarna dock har fått ta del av ett kontantstöd på 30 000 kronor vid ankomsten till landet.
Migrationsverket erbjuder (2015-2024) ett återetableringsstöd för den som självmant återvänder till vissa länder, däribland Afghanistan. Stödet motsvarar 30 000 svenska kronor för varje person över 18 år och 15 000 kronor för barn under 18 år. En familj kan få högst 75 000 kronor. Avsikten är att pengarna ska sökas innan avresa och betalas ut i hemlandet. Sedan hösten 2021 finns ingen kontakt för överföring av pengar till Afghanistan. Migrationsverket erbjuder i stället att pengarna överförs via någon anhörig i Sverige.

### Efter verkställd utvisning
Sociologen och Afghanistankännaren Dr Liza Schuster såg 2018 tre möjligheter för dem som deporterats från Europa till Afghanistan. Det första alternativet, som gällde relativt få, är att integreras i samhället. Det andra, som gällde de flesta, är att lämna Afghanistan igen. Deras ursprungliga skäl att lämna landet fanns fortfarande kvar och flykten hade dessutom skapat skulder som de inte kunde betala tillbaka. Det faktum att de varit i Europa medförde också att de kunde ses som "besmittade" och att de ville återknyta de personliga band de knutit i Europa. Det tredje alternativet innebar döden, som utblottade, drogberoende och/eller rekryterade till rebellarméer eller kriminella gäng.
2019 rapporterade Rädda Barnen om personer som utvisats från Sverige till Afghanistan. "Flera hade utsatts för rekryteringsförsök till beväpnade grupper, många saknade nätverk och hade det ekonomiskt svårare än innan, många var rädda och begränsade i sitt vardagsliv. Färre gick i skola och många hade svåra boendeförhållanden. Det framkom också att majoriteten av de intervjuade planerade att migrera på nytt. De såg ingen framtid i Afghanistan och var rädda, vilket också lyftes av ungdomar i Sverige. Även om personer enligt bland annat Migrationsverket återvänder så kallat självmant till Afghanistan, upplevde ingen av dem som Rädda Barnen talade med i Sverige att återvändandet var frivilligt.
En studie från 2019 visar att de allra flesta som deporterades från Tyskland till Kabul lämnade landet igen efter kort tid och att i stort sett ingen avsåg att stanna i Afghanistan. UNHCR rapporterade 2019 att de som deporterats levde under mycket svåra förhållanden. De var lätt identifierbara och löpte mycket stor risk att utsättas för våld som påstått "otrogna" eller "spioner", eller som rånoffer. De hade mycket svårt att försörja sig och var ofta beroende av hjälp från vänner eller släktingar utanför Afghanistan. Både vuxna och barn rekryterades till militära grupper. Endast en liten andel ficj hjälp av släktingar i Afghanistan – för att de inte hade fått kontakt med någon släkt, för att de var hotade av sin släkt eller för att släktingarna var rädda för trakasserier från resten av samhället om de hade kontakt med återvändare. Barn hade svårt att få gå i skolan eftersom de saknade nödvändiga identitetshandlingar.
I november 2020 tilldelade organisationen Sveriges Tidskrifter sitt årliga pris "Årets grepp" till Dagbok från Kabul, publicerad av Blankspot. Dagbokens författare har sökt och nekats  asyl i Sverige och rapporterar om hur han som utvisad försöker återanpassa sig till ett liv i Afghanistan.

## Jämförelse med andra EU-länder
Av de afghanska medborgare som sökt asyl i EU har nästan alla sökt sig till Italien, Frankrike, Grekland, Belgien, Tyskland, Storbritannien, Österrike och Sverige. Om man räknar med dem som kom före 2016 har betydligt flera afghaner sökt asyl i Sverige än i de flesta andra länder, och i förhållande till befolkningen är antalet hanterade ärenden mycket stort. Första halvåret 2018 avgjordes i Sverige 5 600 asylansökningar från afghaner, medan Italien, med 60 miljoner invånare, bara hanterade 560 ärenden.
Andelen bifall varierade mycket mellan länderna. I Italien fick 90% av de ansökande bifall och i Frankrike knappt 80%. Lägst andel bifall, cirka 30 procent, gavs i Österrike och Sverige (första halvåret 2018). I Sverige sjönk andelen bifall från 48 procent första halvåret 2017 till cirka 30 procent första halvåret 2018. År 2018 förklarade Migrationsverkets generaldirektör Mikael Ribbenvik Sveriges låga beviljandegrad med att Sverige tog emot många afghanska asylsökande, därav många ensamkommande, på kort tid. Eurostats siffror för första kvartalet 2022 visar att Sverige hade den lägsta graden av bifall av alla  EU-länder. I Sverige fick 60 procent av asylsökande afghaner bifall och i Frankrike 64 procent medan Tyskland, Italien, Grekland och Österrike gav bifall i 92–95 procent av fallen och Polen, Spanien, Schweiz och Nederländerna i 98–100 procent.  Under 2022 och 2023 fattade Sverige 6400 beslut om asylsökande afghaner. Av dessa var 3 200 (50 procent) utvisningsbeslut medan lika många var beslut om tillfälliga uppehållstillstånd. I jämförbara EU-länder var andelen positiva beslut för afghanska medborgare betydligt högre: Nederländerna 96 procent av totalt 3 200 beslut, Tyskland 95 procent av totalt 76 200 beslut, Frankrike 72 procent av totalt 36 400 beslut.
Afghaner har alltså större chans att få stanna i många andra EU-länder än Sverige. År 2018 förklarade migrationsforskaren Bernd Parusel detta med att länderna kan använda olika källor angående situationen i Afghanistan, och även om de använder samma typ av källor kan den rättsliga bedömningen ändå skilja sig. En sak som bedöms olika är möjligheten till internflykt. Frankrike hör till de länder som följer UNHCR:s bedömning och inte utvisar människor till en annan del av landet än den de kommer ifrån. Sverige gör en annan bedömning och tillämpar internflykt.
Tusentals afghaner har tagit sig till Frankrike efter att ha fått avslag i Sverige. I november 2019 fanns det i Frankrike cirka 2 000 afghaner som fått avslag i Sverige och som sökt eller väntade på att söka asyl i Frankrike.  I augusti 2023 uppskattade hjälporganisationer i Paris att där fanns cirka 5000 asylsökande som tidigare sökt asyl i Sverige, och de flesta av dem var unga afghaner. 2019 bildades där föreningen  LAMSF Les amis des migrants suédophones en France (De svensktalande migranternas vänner i Frankrike) som stöttar och organiserar aktiviteter för personer som har flytt dit efter asylavslag i Sverige. Andra har sökt sig till Tyskland där de har sökt och fått asyl.

## Opinionsbildning och civilsamhällets engagemang

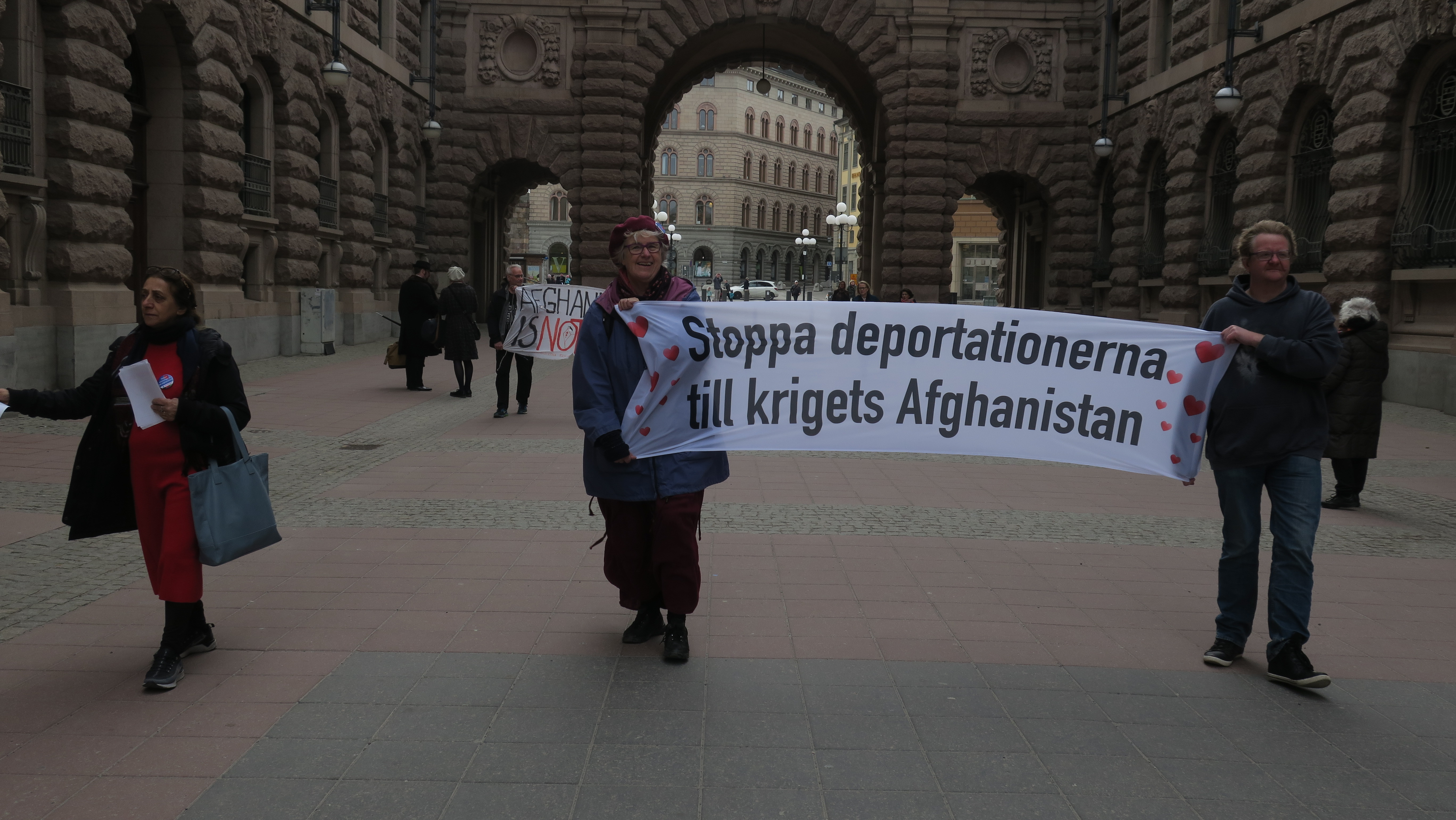
Demonstration mot utvisningarna till Afghanistan utanför Riksdagshuset 29.3.2019, i samband med en debatt i riksdagen.

Ända sedan 2015 har migrations- och integrationsfrågor hört till de politiska frågor som har engagerat medborgarna mest. Mycket av debatten och engagemanget har rört de ensamkommande afghanska ungdomarna, Det finns mycket stor spännvidd i de åsikter som finns i frågan. En opinionsundersökning från sommaren 2020 visar att en ökande majoritet vill att Sverige ska ta emot färre asylsökande, medan en krympande minoritet vill att Sverige tar emot fler. De ensamkommande barnen har varit en av de aspekter som har debatterats mycket. Inför riksdagsbeslutet om den nya gymnasielagen 2018 presenterade Expressen/Demoskop en undersökning som visade att 59 procent av väljarna anser att frågan är "mycket viktig" och att 54 procent ansåg att det aktuella förslaget är dåligt.

### Stöd och hjälp till flyktingar
När den tillfälliga lagen trätt i kraft sommaren 2016 blev det uppenbart att många av de flyktingar som sökt sig hit året innan skulle bli utvisade från Sverige, och att det dessutom skulle ta mycket lång tid innan de fick sina besked. Engagerade människor slöt sig samman för att hjälpa de utsatta och för att påverka politiken. Förutom lokala grupper för flyktingstöd skapades de Facebook-baserade nätverken Vi står inte ut men vi slutar aldrig kämpa med inriktning på ensamkommande barn av alla nationaliteter och Stoppa utvisningarna av afghanska ungdomar!, senare namnändrad till Stoppa utvisningarna till Afghanistan!. Senare skapades flera nätverk med liknande syfte, bland andra Nu är det nog (2018) och kampanjen Håll ihop Sverige (2020).
Nätverken har bedrivit kampanjer i förhållande till politiker och allmänhet och publicerar rapporter om olika aspekter av de ensamkommandes situation, rättssäkerheten i svensk asylprövning och situationen i Afghanistan. De har också fungerat som forum för erfarenhetsutbyte mellan medlemmarna. 
Hösten 2015 bildades föreningen Refugees Welcome för att ta fram alternativa bostadslösningar för nyanlända i Sverige. I Göteborg bildades 2017 föreningen Agape som med volontärinsatser och stöd av Göteborgs stad erbjuder boende och annat stöd åt ensamkommande ungdomar. I takt med att allt fler ungdomar förlorade sina familjehem eller platser på HVB-hem när de blev 18 år bildades många lokala stödgrupper för att hjälpa dem att bo kvar i sin kommun och fortsätta skolan. Hösten 2017 bildades föreningen Stöttepelaren för att samla in och förmedla ekonomiskt bistånd till ungdomar som saknar andra möjligheter till försörjning.
Redan existerande grupper som FARR (Flyktinggruppernas Riksråd) och Ingen Människa är Illegal tog på sig både opinionsbildande och konkret stödjande uppgifter i förhållande till flyktingarna, och detsamma gällde de stora organisationerna Röda Korset, Rädda Barnen, Amnesty International, Stadsmissionen, Svenska kyrkan och ett stort antal andra kyrkliga sammanslutningar. Många individer och organisationer har uppmärksammats med lokalt eller nationellt utdelade priser och utmärkelser för sitt stöd till flyktingar.
Svenska Afghanistankommittén (SAK) är en medlemsbaserad bistånds- och solidaritetsorganisation som grundades 1980 och som finansieras av bland andra Sida, EU och Världsbanken. Sedan 1982 har man arbetat i Afghanistan med sjuk- och hälsovård, utbildning, rehabilitering av personer med funktionsnedsättningar samt försörjning och inflytande, men arbetet stoppades 2024 av talibanernas regering. I Sverige publicerar man information om och nyheter från Afghanistan.

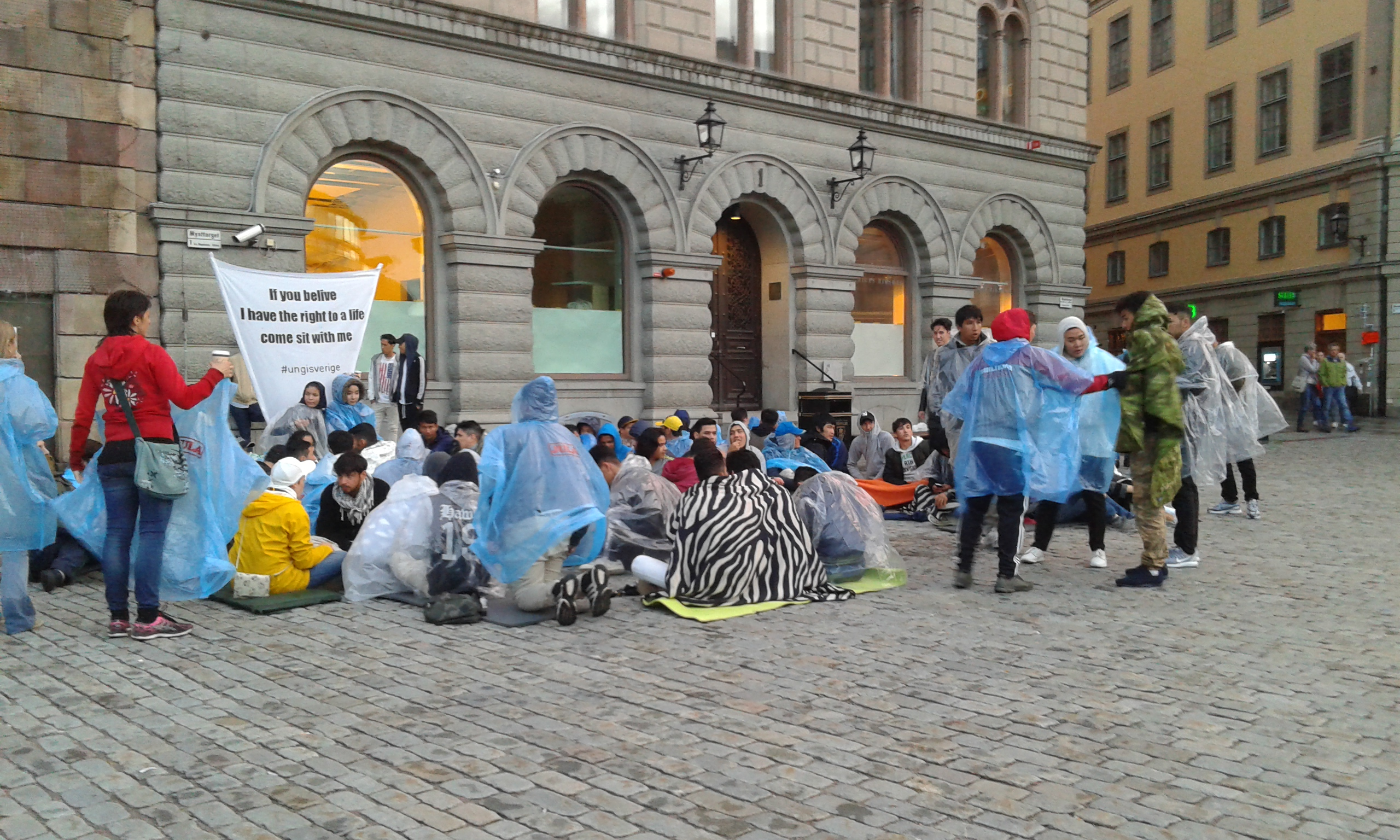
De afghanska ungdomarnas sittstrejk Ung i Sverige, som pågick nära tre månader i Stockholm, började i liten skala på Mynttorget 6 augusti 2017.

### De ensamkommandes egna organisationer
Ensamkommandes förbund bildades 2013. Enligt förbundets hemsida finns verksamheten framför allt i Malmö, där man (2024) driver Mötesplats Otto med olika typer av stöd för ensamkommande ungdomar. Mötesplatsens verksamhet har bland annat finansieras av H.M. Drottning Silvias stiftelse CATCH, Malmös stads fritidsförvaltning, MUCF samt Skolverket. Förbundets grundare Omid Mahmoudi belönades 2018 med utmärkelsen Kompassrosen från Konungens Stiftelse Ungt Ledarskap.
Sveriges ensamkommandes förening (SEF) är en annan organisation som även den bildades 2013. Riksförbundet består av 10 lokala SEF föreningar. Enligt riksförbundets Facebook-sida är syftet att främja medlemmarnas kulturella och sociala intressen, att sprida information om det svenska samhället och föreningslivet, att bedriva idrottsliga, konstnärliga, vetenskapliga, pedagogiska, kulturella och samhälleliga aktiviteter och att knyta kontakter med andra organisationer som har likartad agenda.

Nätverket Ung i Sverige bildades i samband med sittstrejken på Mynttorget i Stockholm 6 augusti 2017 (se nedan under Manifestationer). Rörelsens förgrundsgestalt var Fatemeh Khavari, som vid tidpunkten för sittstrejken var 17 år gammal. Hon belönades 2018 med Martin Luther King-priset. Nätverkets egen information inskränker sig till en Facebook-sida där man år 2019 presenterade sig på följande sätt: "Vi är unga i Sverige som flytt hit från våld och förföljelse. Många av oss kom 2015 och har försökt hitta hem här. Vissa går i skolan och andra spelar boll i något lag, vissa drömmer om att få plugga visare och få en trygg framtid." 

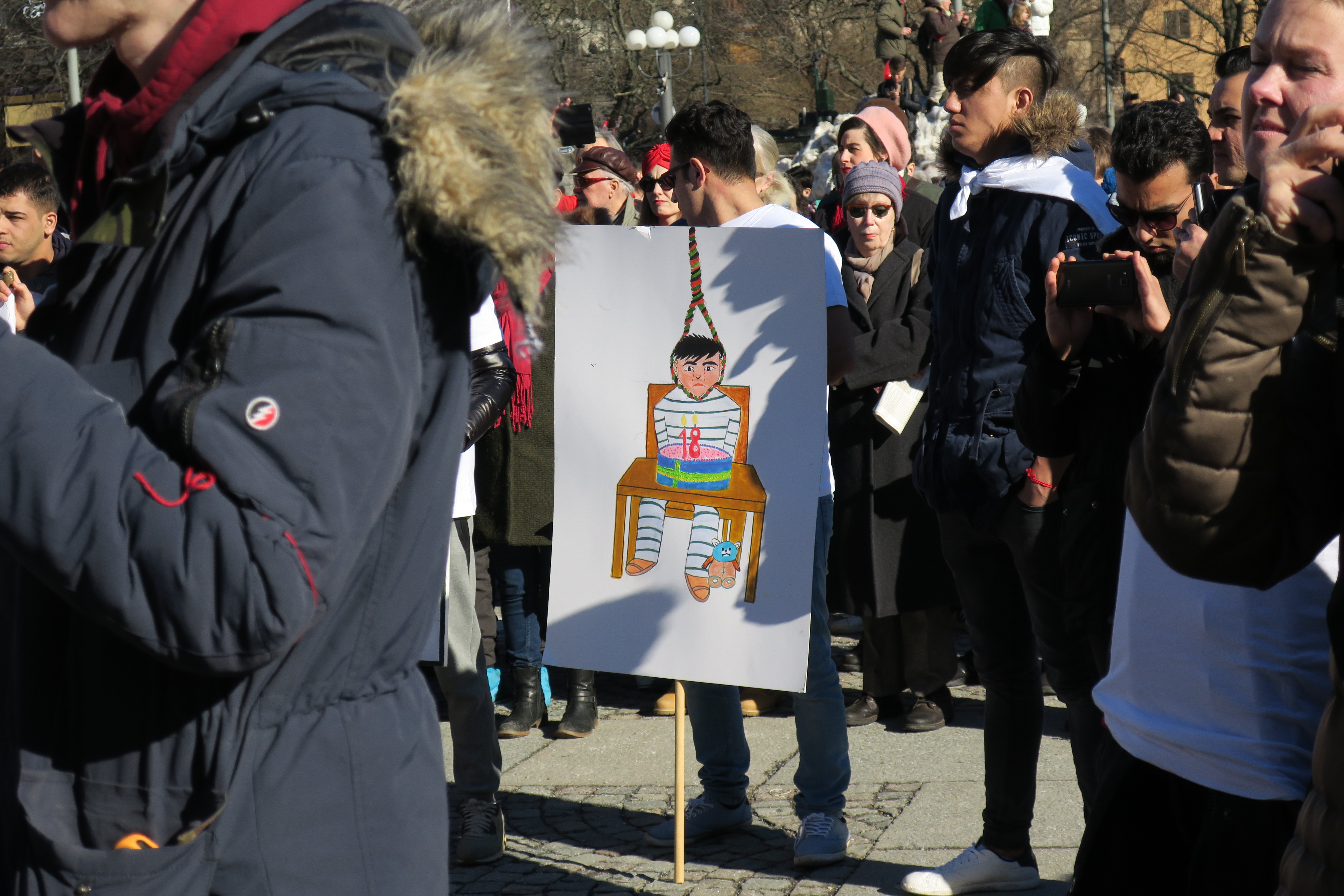
Den första större demonstrationen till stöd för de ensamkommande barnen och ungdomarna var Den röda tråden, Medborgarplatsen i Stockholm 11 mars 2017.

### Manifestationer och upprop mot utvisningar och till stöd för de ensamkommande
De organisationer som på olika sätt arbetar för en mera generös migrationspolitik har genomfört en rad demonstrationer och andra manifestationer, skrivit rapporter och upprop, uppvaktat politiker och skrivit en mängd debattartiklar och insändare. Nedan presenteras ett urval:
- Mars 2017. Nätverket Vi står inte ut genomför en rikstäckande kampanj för solidaritet med ensamkommande barn och ungdomar av alla nationaliteter. I Stockholm samlas drygt 3 000 personer till Röda tråden-marschen den 11 mars.[336]
- Augusti–oktober 2017. Ung i Sverige bildas och genomför en åtta veckor lång sittstrejk i centrala Stockholm, med krav på att utvisningarna till Afghanistan ska stoppas. I samband med den hålls också flera demonstrationer med stort deltagande av både svenskar och afghaner i alla åldrar. Dessa aktioner får stort genomslag i massmedia.[337][338] Liknande aktioner genomförs i andra delar av landet, och Sittstrejken i Göteborg övergår senare till att organisera vandringar till Migrationsverket varje fredag.[339]
- 17 november 2017. 11 organisationer, däribland UNICEF Sverige, Rädda Barnen och Erikshjälpen startar "novemberuppropet" med krav på att *Samtliga utvisningar till Afghanistan av barn och unga som kom 2015 stoppas till dess att uppföljning av genomförda utvisningar har skett. *Uppehållstillstånd på grund av särskilt och synnerligen ömmande omständigheter återinförs.*Gymnasielagen utvidgas till att gälla fler unga[340]
- 8 oktober 2018. Ljusmanifestationer hålls på cirka 25 orter i Sverige och ett antal städer i Europa.[341] Manifestationerna riktar sig mot de återvändaravtal som 2016 slöts mellan Afghanistan och Sverige respektive EU. Aktionerna är en del av European Week of Action against deportations to Afghanistan.[342] Medarrangörer är bland annat ECADA (European Citizens Against Deportations to Afghanistan) och Amnesty International.
- 29 mars 2019. I samband med Riksdagens interpellationsdebatt om återvändaravtalet med Afghanistan får Morgan Johansson ta emot 9 upprop, 61 skrivelser till politiker, riksdag och regering, 12 debattartiklar och 1 rapport, skrivna och sammanställda av olika delar inom rörelsen mot utvisningar.[343]
- 12 juni 2019. Sveriges kristna råd skriver ett öppet brev till samtliga ledamöter i Sveriges riksdag inför omröstningen den 18 juni angående en eventuell förlängning av giltigheten för lagen (2016:752) om tillfälliga begränsningar av möjligheten att få uppehållstillstånd i Sverige. Kyrkoledarna uppmanar riksdagsledamöterna till ytterligare reflektion över frågan och att överväga att rösta nej till förlängning av lagen.[344]
- Maj–juni 2019. I en mängd kyrkor ringer klockorna varje tisdag till bön för att samla människor som vill protestera mot utvisningar av flyktingar.[345][346] Den icke-kyrkliga aktionen "Fem över tolv" sprider klockringningsinitiativet till möten på gator och torg.[347]
- Svenska Röda Korset har sedan 2017 haft positionen att ingen ska utvisas med tvång till Afghanistan. I oktober 2019 uppdaterades rekommendationerna till att innefatta: 1) Inhibition (tillfälligt stopp) för alla utvisningar till Afghanistan. 2) Revidering av det rättsliga ställningstagandet om säkerheten i Afghanistan. 3) Därefter ny prövning för alla personer från Afghanistan.[348]
- I samband med Liljevalchs Vårsalong 2019 genomfördes en uppmärksammad blommanifestation "17000 liv – 17000 blommor" – ett växande blomhav utanför konsthallens entré.[349] Blommorna utgjorde där en pendang till ett av de mest uppmärksammade utställda verken, "17000" av skaparkollektivet Forma,[350] en illustration av alla de flyktingar som riskerar att skickas tillbaka till kriget i Afghanistan.
- Hösten 2019 genomförde nätverket NU är det nog den nationella aktionen Har du sett Ali?,[351] i form av kvarlämnade skor på en mängd platser i Sverige för att påminna om pågående tvångsutvisningar.
- I februari 2020 skriver Amnesty International Sverige och Svenska Röda Korset att alla tvångsutvisningar till Afghanistan bör stoppas, att Migrationsverket omedelbart bör se över sitt rättsliga ställningstagande om situationen i Afghanistan och att de som fått utvisningsbeslut till Afghanistan bör få sina ärenden omprövade.[352]
- I april 2020 presenterade Socialdemokrater för tro och solidaritet skriften "28 förslag för en human asylpolitik" där man bland annat föreslog stopp för alla utvisningar till Afghanistan och amnesti för ensamkommande unga som varit i Sverige i mer än ett år.[353]
- På Världsflyktingdagen 20 juni 2022 visades Marit Törnqvists konstinstallation "Den stora saknaden" på Mynttorget i Stockholm. Installationen på minner med handskriven text på 500 brädor om flyktingar, många från Afghanistan, som av olika anledningar har tvingats lämna Sverige eller tagit sina liv. Installationen invigdes med tal av bland andra Jan Eliasson.[354]

Ett stort antal offentliga personer har uttalat sig mot utvisningar till Afghanistan och för de ensamkommande ungdomarnas rätt att stanna i Sverige. Bland dem finns Jan Eliasson,, Pierre Schori, Thomas Hammarberg, Anders Wijkman. Hans Blix,  Alf Svensson och Agneta Pleijel.

### Opinionen mot att erbjuda asyl
Från hösten 2015 till hösten 2016 skedde en markant förändring i svenska folkets attityd till flyktingar. SOM-institutets undersökning visar att andelen svenskar som tycker att det är ett bra förslag att ta emot färre flyktingar hade ökat från 40 procent ända upp till 52 procent. SOM-institutets föreståndare professor Henrik Ekengren Oscarsson kopplar ihop det med att det under detta år skett stora förändringar i migrationspolitiken och att svenska folket följer de signaler som regeringen och andra politiska ledare ger. Sommaren 2020 hade andelen som ville ta emot färre flyktingar är året tidigare ökat till 63%, enligt en undersökning från Novus.
De som ville ha en restriktiv asylpolitik hänvisade ofta till de afghanska ungdomarna. De kallades "skäggbarn" och ansågs ha ljugit om sin ålder. Sommaren 2015 anmäldes ett stort antal sexuella övergrepp i samband med ungdomsfestivalen We are Sthlm. Det spreds uppgifter om att dessa skulle ha begåtts av afghanska ungdomar. Uppgifterna visade sig senare vara kraftigt överdrivna men föranledde diskussioner om afghaners dåliga.kvinnosyn. SVT:s Uppdrag granskning tog sommaren 2018 upp att 45 unga afghaner dömts till våldtäkt eller våldtäktsförsök under åren 2012–2017, och i programmet för den afghanskfödde polisen Mustafa Panshiri fram teorin att afghanernas överrepresentation beror på idéer som de ”har med sig” om sexualitet och kvinnors ställning.
Man har också pekat på att ungdomarna kan ha skickats till Sverige utan egentliga asylskäl, för att utgöra ett "ankare" som möjliggör att resten av familjen kan komma efter. Efter att Migrationsverket sommaren 2016 skärpt sin praxis så att även minderåriga kunde få avslagsbeslut försvarade migrationsminister Morgan Johansson detta med att Sverige inte kan ta ansvar för Mellanösterns alla tonårspojkar.
Mycket av motståndet mot flyktingar i allmänhet och de afghanska ungdomarna i synnerhet uttrycks i sociala medier. Bland de debattörer som har argumenterat mot alla förslag på att mjuka upp asyllagstiftningen och låta de unga afghanerna stanna i Sverige finns Ann Heberlein, Joakim Lamotte och Katerina Janouch. Motståndet mot flyktingar anses vara en stor förklaring till att Sverigedemokraterna ökade i riksdagsvalet 2018.
I samband med Ung i Sveriges sittstrejk i Stockholm 2017 organiserades motdemonstrationer av facebookgruppen "Stå upp för Sverige" och fysiska angrepp från nazister.